# 子安武人
子安 武人（こやす たけひと、1967年5月5日 - ）は、日本の男性声優。神奈川県横浜市出身。ティーズファクトリー代表取締役。

## 来歴

### 生い立ち
出生時はいたって健康で玉のような子供だったという。隣のおばちゃんが「5月5日に3500グラムで生まれた、とても可愛い子だったらしい」と言っていたという。
昔は野球少年で、幼稚園の頃からボールを握って投げたり打ったりしていた。

### 学生時代
小学校に入学してリトルリーグに入り、背番号3番の三番バッターでサードとピッチャーをしていた。将来はプロ野球選手になるつもりだったという。野球部にも所属していた。
野球部に悪い先輩がおり、そっちのほうが面白くなり、誘われて不良少年となった時期もある。不良少年を辞めたきっかけは、教育実習生が更正してくれたからである。
更正した後に映画に手を出しており、その時は悪友が関わっており、野球やるよりも不良、不良やるよりも映画という風に映画を見る毎日になったという。中学3年生くらいから映画俳優を志望しており、学校も行かずに毎日見るほどの映画好きだった。中学時代に役者になろうと中学卒業後は演劇学校に入学、劇団に入団しようとしていたが、親に「高校ぐらいには行け」と言われ、高校は男子校に進学。その時は「高校を出るまでは何もやってはいけない」という固い掟があったため、劇団にも入団しなかったという。
高校時代は写真部に所属していた。そこで、何かの賞を受賞して、賞を取れたことが凄く嬉しかったため、「これで自分の自己表現は終わった」と思い、部活を辞めた。写真以外にも、色々なことを幅広くしたかったためでもある。

### 声優になるきっかけ
前述の悪友が、「アニメも面白いから」とアニメ映画『さよなら銀河鉄道999 アンドロメダ終着駅』を見せてくれた。それまでアニメはテレビなどでは見たことがあっても、意識して声を出している人物のことまで考えていなかった。映画を見ている毎日であったが、見ていた映画の中にアニメーション映画があった。ちょうどその頃アニメ映画の全盛期で、色々なアニメ映画が次々と封切られていたが、『機動戦士ガンダム』は見ていなかった。そのころ、偶然見た『さよなら銀河鉄道999 アンドロメダ終着駅』の星野鉄郎が旅立つ前のシーンで名もない兵士たちが鉄郎を999に乗せて旅立たせる場面に感銘を受け、奥行を感じて立体的に見えたとのこと。「あ、面白い役者がいるんだな。声だけの役者っているんだ」と見つけて「面白いかもしれない」、「なんだ、コレは!?」と思い、このことから声優に興味を持ち、それ以来は自分のポリシーであり、目指すところは「立体的な芝居」となった。

### 声優になるまで
高校在学中はアニメ映画ばかり見る毎日で、映画を見て声優を覚えるなど、映画を見ながら声優の勉強をしていたという。テレビだったら吹き替えの映画を見たり、映画だったら劇場用アニメを狙って見に行ったり、今までは偶然であったが、その後は狙って見るようになった。
その後は自分で面白そうな作品をピックアップしてテレビアニメを見ていた。『戦闘メカ ザブングル』、『重戦機エルガイム』、『装甲騎兵ボトムズ』などのサンライズのロボットものも好きであったという。どういう声優がいるかというのもチェックしており、自分なりの独学的なもので一生懸命勉強していたという。
高校時代は演劇部や放送部に所属しておらず、なんでも吸収できるようなまっさらな状態で養成所に行きたかったため、卒業するまではただの一般学生だった。高校3年間は卒業することしか考えていなかったという。「高校卒業したら養成所に入る」という約束だったが、我慢できず、親には内緒で高校3年生の時に養成所に入所した。

### 声優活動
初仕事は企業用ナレーション、ラジオ用ナレーション、ラジオ用CMナレーション。
デビュー当時、特に印象に残っている仕事があり同じ事務所に所属していた石丸博也がジャッキー・チェンの吹き替えで出演していた『プロジェクトA』のCMのナレーションを担当していた。初めてそこで石丸と会った時に、「あ、石丸さんだ!ジャッキーチェンだ!」と妙に感動していた。その時は石丸のことを知っていたため、石丸に会えたということが嬉しかったという。
1988年に『どんどんドメルとロン』で声優デビューし、1989年には『アニメ三銃士』のフランソワ役で初めて名前付きの役を演じ、同年には『天空戦記シュラト』の夜叉王ガイにて初のレギュラーキャラクターを演じた。その時は1年ほど他の番組で番組レギュラーを続けて、その後、『天空戦記シュラト』の出演が決まった。『天空戦記シュラト』のオーディションでは色々な人物が色々な役を試しに演じており、主役の関俊彦とのバランスで決まったといい、子安はシュラトとレイガを受けていた。『天空戦記シュラト』ではレギュラーキャラクターでありながら物語中ほとんど内面が語られない悪役ポジションだったため、なかなか役が掴めず、一つの台詞で数十回のリテイクを出した。本人は当時を「声優としての知名度は上がったが、不完全燃焼だった」と後に語っている。子安が『天空戦記シュラト』での配役にどういう印象を持ってたかについては、音響監督が「顔が似てた」という理由でガイにつけたという話だからだった。しかし、芝居云々の問題以外だったようで、本当かどうかは知らないという。その後、『おれは直角』の郷慎太郎役を演じていた時にも監督に「お前武人だからだよ」、「名前で決めたんだ」と言われたが、これも本当かどうかは分からないという。このことは、声以外のところでも、嘘かもしれないが、「後からそういうことが言える要素がある」ということは、「大切なことんなんじゃないかな」といい、「外見もそうだけど名前もなにもかも、全てが役者として生かされるんだよ」ということを思い知った。子安はそういうことが多かったことから、「声がいいから」といったそういうことがあったという。
以降、悪役やギャグ等の幅広い役柄を演じている。
1990年発売のOVA『アリーズ』ではミノース役を担当。この作品は当時連載中であった同名作品を基にしており、雑誌の読者投票で主要キャラクターの声優を決定することになっていた。この少し前に『天空戦記シュラト』への出演があったため、視聴者にはある程度の認知度があり、子安は主役のハデス役で最多票を獲得した。しかし、当時の声優業界ではまだ無名に等しく、制作関係者からは新人の子安に主役を任せることへの不安の声が上がった。そのため読者投票結果の採用は却下され、子安はハデスの部下役で出番の少ないミノース役を回されることとなった。
『楽しいムーミン一家』では人気キャラクター・スナフキンを演じたが、声質にこだわり過ぎて無理に声を作ってしまい、その喋り方をしないとスナフキンにならず苦労することになる。そのため回を重ねるごとに地声に近づくよう、少しずつ軌道修正していった。スナフキンを演じていたことにより、役者というのは「声質とかそういう問題ではなくて一個人、役者丸まる1人、子安武人っていうものがキャラクターを演じるものだ」と実感していた。スナフキン自体も一個人として存在していることから、子安は「その声じゃなくてはならないってことはないんだ」ということに気がついたという。
1992年放映の『宇宙の騎士テッカマンブレード』では、主人公のライバル・テッカマンエビル（相羽シンヤ）を担当。子安自身は「一番好きなキャラである」とインタビューなどで度々語っており、演技に伸び悩む時期が続いていた子安が声優生命を賭けて演じ切り、結果として立ち直るきっかけとなった。また、演じていた頃は「俺ってめっちゃくちゃすげぇな」と思っていたが、後年、ビデオで見返した際は「下手くそだな」と思い、「それだけ進歩してるってことかな?」と述べた。
デビュー後もこれだけ名前が売れているのか不思議なくらい上から2番目のところが定位置で、1度もテレビアニメの主役を演じたことがなかった。その後、原案を手がけていたメディアミックス作品『ヴァイスクロイツ』でアヤ役で初主演を務め、同時に『ビーストウォーズ 超生命体トランスフォーマー』のコンボイ役、『マスターモスキートン'99』のモスキートン役も務め、3本も主役を担当していた。『ビーストウォーズ 超生命体トランスフォーマー』のコンボイ役をもらった時は『トランスフォーマーシリーズ』と聞いて「トランスフォーマーだ、嬉しいな」と思った。役名をコンボイと聞いたところ「え?コンボイって主役じゃん」と思い「トレーラーになる奴だ!1番格好良いやつじゃん!やったー!」と喜び行ったところビーストモードはゴリラであった。その時は1番驚き、画期的であったが、すごく楽しかったという。また当初子安は「俺の声はゴリラのキャラクターじゃない」という悩みに直面するも、音響監督の岩浪美和から「悩める若きリーダー」というディレクションを受け、子安も自分なりの声を模索して、低めの声で挑んだ上、ゴリラのイメージを変える意気込みも込めたという。その結果、「ゴリラのイメージが変わりました」という反響があったという。
2002年の『キングゲイナー』のアスハム・ブーン役では、あまりに演技に熱を入れ過ぎ、過呼吸を起こしたこともある（第22話「アガトの結晶」）。
2020年、『デュエル・マスターズ』のPR動画にて息子で声優の子安光樹と初共演を果たした。4月には親子でラジオ冠番組『武人・光樹のKOYASU RADIO』を担当した。

### その他の活動
1990年代後半には前述のメディアミックス作品『ヴァイスクロイツ』の原案を手がける。前述の通り、同作の主人公のアヤが初主演であり、作品から声優ユニット「ヴァイス」を結成し、男性声優として初めて声優雑誌の表紙に登場し、声優として初めて「ミュージッククリップ」も作った。『ヴァイスクロイツ』のプロデュースをするにあたり、自分をプロデュースすることが1番楽しかった。自分がどういうふうにすればどうなるのか良く分かり、どういう風にやると周囲がどういう風に動くのかってことも分かった。1番プロデュースしやすいのが子安で、分裂症ではないが、「よく自分が分裂してくれたな」という感じですごくいいパートナーを作ったのが子安だったという。そのプロデュースをしていた原作者としての子安については、ニコニコ笑いながら「お前、売ってやるよ」と言っており、最大の味方で、1番良く知っており、子安をわかっていた人物と述べている。そこにプロデューサーの菊池晃一に、少し変わった子安を「面白いね」と言っており、このことについては、菊池の存在なくしては『ヴァイスクロイツ』は存在し得なかったことからだという。当初の他愛のない案を真面目に聞いてくれてるのか遊んでいるのかはよく分からないが、「面白いんじゃない」と言いながらしてくれたのは非常にありがたかったという。
2000年から2001年には「ZAZEL」という名義で音楽活動をしている。
『子安武人のラブラブ少コミあいらんど』（白泉社『花とゆめ』関連で放送された日曜夜10時30分からの30分番組。後にCDも発売）では、女性リスナーを「子猫ちゃん」と呼んだ。

### 所属歴
バオバブ学園（現：ビジュアル・スペース俳優養成所）、ぷろだくしょんバオバブ（1988年 - 1998年）を経て、1998年に自身が代表を務める事務所ティーズファクトリーを立ち上げる。2020年5月5日、誕生日に合わせ、ティーズファクトリーの公式サイトおよび公式Twitterアカウントが開設され、同時にプロフィールも公開された。

### 受賞歴
2021年、第15回声優アワードにて助演男優賞を受賞した。

## 人物
八百屋、玩具店、映画館のアルバイトをしていた。
ガンダムシリーズ作品には多数の出演経験があり、2016年現在では10作品（名前のあるセミレギュラーを含める）に出演している。好きなモビルスーツはトールギス。

### 趣味・嗜好
趣味は小説を書くこと、ゲーム。
座右の銘は「二次元を三次元にすること」。「好きなものはゲーム」と公言し、自身が出演した作品は一通りプレイするが、アクションやシューティングゲームはあまり得意でない。一番最初にプレイしたゲームはアーケードのゲームで当時はゲームセンターであったが、インベーダーブームがあり、ブロック崩しもプレイしていた。

### エピソード
悪役を演じること自体は好きであり、子安は「なぜ「彼は悪になったのか」と言う理由が物語上、テイストとして付いてきて、何かを背負って生きている感じで、その深みに惹かれるんです」と語っている。
『ファイアーエムブレム』シリーズの大ファンであり、ボイス付きの作品では毎作出演している。

### 交友・対人関係
子安を含む『ボボボーボ・ボーボボ』の声優陣（小野坂昌也、太田真一郎など。「ボ組」）と原作者の澤井啓夫とはアニメ放映中から交流があり、原作漫画が最終回を迎えた時には、子安らが澤井に一席設けて労をねぎらった。
役者として広川太一郎を尊敬しており、彼が死去した際には、公式ブログで「心の師逝く。」と題して追悼のコメントを出した。広川の存在があったからこそ、超絶二枚目を演じている子安がギャグ三枚目まで演じているようなものであった。後ろに広川という大きな存在があったからこそ「二枚目から三枚目に崩せるんじゃないかなあ」といい、広川自身は二枚目を追及していたことに子安は「惹かれているんだ」と思った。広川と共演したことは無かったため、イメージだけが残っていたという。

## 出演
太字はメインキャラクター。

### テレビアニメ
1988年
- F-エフ
- どんどんドメルとロン

1989年
- アニメ三銃士（フランソワ）
- 獣神ライガー（男A）
- 天空戦記シュラト（1989年 - 1990年、夜叉王ガイ / 黒木凱）
- らんま1/2（1989年 - 1992年、ハッピー、大介、牽牛 他） - 2シリーズ
- それいけ!アンパンマン（1989年 - 1993年、くらげまん〈初代〉、コーンくん〈初代〉、ナナホシくん〈初代〉）
- 魔動王グランゾート（1989年 - 1990年、黒武者）

1990年
- 機動警察パトレイバー（整備員、作業員B、男D、警官、隊員）
- アイドル天使ようこそようこ（大地）
- おぼっちゃまくん（植物C、駅員、亀光〈少年時代〉、岡っ引きA 他）
- キャッ党忍伝てやんでえ（1990年 - 1991年、錦之助、ネッキー）
- 楽しいムーミン一家（1990年 - 1992年、スナフキン、ヨクサル） - 2シリーズ
- ピグマリオ（1990年 - 1991年、銀騎士マリウス）
- 魔法のエンジェルスイートミント（トロル）
- 勇者エクスカイザー（ヤーマン王子）
- ジャングル大帝（新） - ノンクレジット
- たいむとらぶるトンデケマン!（ハーマン）
- 三つ目がとおる（夫、ボーイ）
- NG騎士ラムネ&40（サイゾーン）

1991年
- おれは直角（郷慎太郎）
- からくり剣豪伝ムサシロード（光之介）
- 機甲警察メタルジャック（ジョンマクスン、アナウンサー）
- コボちゃん（若者）
- おにいさまへ…（学生B）
- 人魚姫 マリーナの冒険（ジャスティン王子）

1992年
- 美味しんぼ（鏡洋関） - 子守武人と誤表記
- あしたへフリーキック（蘭堂シン）
- 宇宙の騎士テッカマンブレード（1992年 - 1993年、テッカマン・エビル / 相羽シンヤ）
- 伝説の勇者ダ・ガーン（1992年 - 1993年、セブンチェンジャー、少年隊）
- 魔法のプリンセス ミンキーモモ（ディビット、王子）
- ファンタジーアドベンチャー 長靴をはいた猫の冒険（ジェニー）
- YAWARA!（ウエイター）
- 超電動ロボ 鉄人28号FX（バーラ）
- 幽☆遊☆白書（1992年 - 1994年、城戸 他）
- 姫ちゃんのリボン（1992年 - 1993年、有坂静）

1993年
- 熱血最強ゴウザウラー（バス運転手）
- 機動戦士Vガンダム（1993年 - 1994年、サバト、兵士A、メカニックマン）
- 勇者特急マイトガイン（ラン）

1994年
- 勇者警察ジェイデッカー（1994年 - 1995年、ビクティム、間柴史郎）
- 3丁目のタマ うちのタマ知りませんか?（バーディ）
- 超くせになりそう（常勝中キャプテン）
- 覇王大系リューナイト（フロイ）
- SAMURAI SPIRITS 〜破天降魔の章〜（タムタム）
- D・N・A² 〜何処かで失くしたあいつのアイツ〜（竜二）
- マクロス7（1994年 - 1995年、ガムリン）
- 魔法陣グルグル（吟遊詩人、タテジワ2）
- 機動武闘伝Gガンダム（1994年 - 1995年、ベルイマン）
- きょうふのキョーちゃん（ダウンタウンのごっつええ感じ）（松本人志）

1995年
- 愛天使伝説ウェディングピーチ（サンドラ）
- 白雪姫の伝説（リチャード王子）
- 新機動戦記ガンダムW（1995年 - 1996年、ゼクス）
- ふしぎ遊戯（1995年 - 1996年、星宿）
- スレイヤーズ（1995年 - 2009年、赤法師レゾ、コピーレゾ、ザナッファー） - 3シリーズ
- ストリートファイターII V（ディーラー）
- 新世紀エヴァンゲリオン（1995年 - 1996年、青葉シゲル、委員、ゼーレの声）
- 怪盗セイント・テール（ダイ）

1996年
- H2（広田勝利）
- 勇者指令ダグオン（1996年 - 1997年、広瀬海〈カイ〉 / ターボカイ / ダグターボ / ライナーダグオン / スーパーライナーダグオン）
- クレヨンしんちゃん（1996年 - 2000年、本田、インストラクター、二俣カケル）
- B'T-X（ミラ）
- 快傑ゾロ（フェルナンド）
- 名探偵コナン（1996年 - 2014年、那智真吾、白倉陽、村上紫郎、荒木豊、江本将史、宮坂裕弥、志賀敏成）
- セイバーマリオネットJ（1996年 - 1999年、花形） - 2シリーズ
- エルフを狩るモノたち（アンディ）
- 逮捕しちゃうぞ（1996年 - 1997年、青柳テツ）

1997年
- 忍たま乱太郎（1997年 - 2024年、大木雅之助〈2代目〉、町人B、スッポンタケ忍者）
- 少女革命ウテナ（桐生冬芽）
- MAZE☆爆熱時空（サーベル）
- CLAMP学園探偵団（海老原先生、数寄屋橋寿）
- 金田一少年の事件簿（火村康平）
- マスターモスキートン'99（1997年 - 1998年、モスキートン）

1998年
- 異次元の世界エルハザード（ダル・ナルシス）
- Bビーダマン爆外伝（1998年 - 1999年、モミテボン、ドクダンディ） - 2シリーズ
- 銀河漂流バイファム13（アラン・チェンバー）
- 時空転抄ナスカ（舘正成、ヤワル）
- プリンセスナイン 如月女子高野球部（高杉宏樹）
- Weiß kreuz（アヤ）
- 頭文字D（1998年 - 2014年、高橋涼介） - 5シリーズ
- センチメンタルジャーニー（若先生）
- るろうに剣心 -明治剣客浪漫譚-（陣風）
- SHADOW SKILL -影技-（カイ＝シンク）
- TRIGUN（ロードレック総長）
- ポケットモンスター（1998年 - 2001年、コサブロウ）
- 魔術士オーフェン（1998年 - 1999年、フレイムハート、フレイムソウル） - 2シリーズ
- EAT-MAN'98（マルコ）

1999年
- 星界の紋章（フェブダーシュ男爵）
- 週刊ストーリーランド（1999年 - 2001年、猟師、ヨシオ、ヒビキ）
- ベターマン（ベターマン・ラミア）
- 神八剣伝（カイ）
- 星方天使エンジェルリンクス（ウォーレン）
- 魔法使いTai!（油壷綾之丞）
- へっぽこ実験アニメーション エクセル・サーガ（イルパラッツォ）
- ∀ガンダム（1999年 - 2000年、ギンガナム）

2000年
- 六門天外モンコレナイト（赤き死の天使・レダ）
- BOYS BE…（横田琢也）
- 星界の戦旗（フェブダーシュ）
- ゲートキーパーズ（番場長太郎）
- サクラ大戦TV（加山雄一）
- アルジェントソーマ（ダン・シモンズ）
- 人形草紙あやつり左近（篠崎琢巳）
- グラビテーション（坂野）

2001年
- 爆転シュート ベイブレード（2001年 - 2003年、ヴォルコフ） - 2シリーズ
- 新白雪姫伝説プリーティア（田中）
- Z.O.E Dolores, i（ナフス・プレミンジャー / ラダム・レヴァンズ）
- スターオーシャンEX（ディアス・フラック）
- チャンス〜トライアングルセッション〜（香坂快人）
- 遊☆戯☆王デュエルモンスターズ（パンドラ）
- シャーマンキング（2001年 - 2002年、ファウスト、ジャンクフード）
- まほろまてぃっく（2001年 - 2009年、リューガ / 流河濤） - 2シリーズ + 特別編
- FF：U 〜ファイナルファンタジー:アンリミテッド〜（ピスト）
- HELLSING（ルーク・ヴァレンタイン）
- 犬夜叉（2001年 - 2003年、蛾天丸）

2002年
- カスミン（霧の者）
- キャプテン翼（第3作）（日向小次郎〈青年〉）
- 十二国記（2002年 - 2003年、景麒、小庸）
- フルメタル・パニック!（ザイード）
- ワイルド7 another -謀略運河-（ルックス）
- SAMURAI DEEPER KYO（ほたる、服部半蔵）
- 天地無用! GXP（柾木遥照）
- ドラゴンドライブ（2002年 - 2003年、ロッカク）
- OVERMANキングゲイナー（2002年 - 2003年、アスハム）
- 機動戦士ガンダムSEED（2002年 - 2003年、ムウ・ラ・フラガ）
- 神世紀伝マーズ（2002年 - 2003年、岩倉）
- Weiß kreuz Glühen（アヤ）
- GetBackers-奪還屋-（2002年 - 2003年、筧十兵衛）

2003年
- ハングリーハート WILD STRIKER（叶成介）
- エアマスター（深道）
- カレイドスター（2003年 - 2004年、フール）
- 魔探偵ロキRAGNAROK（フレイ）
- 獣兵衛忍風帖 龍宝玉篇（邪視）
- アストロボーイ・鉄腕アトム（2003年 - 2004年、カトウ、キップ）
- シンデレラボーイ（乱馬）
- ダイバージェンス・イヴ（ルブラン）
- GAD GUARD（タケナカ）
- 高橋留美子劇場（祐二）
- プラネテス（2003年 - 2004年、ユーリ）
- ガングレイヴ（2003年 - 2004年、バラッド・バード・リー）
- PAPUWA（2003年 - 2004年、ハーレム、コモロくん）
- 銀河鉄道物語（2003年 - 2007年、ブルース・J・スピード） - 2シリーズ
- ポケットモンスター サイドストーリー（2003年 - 2004年、コサブロウ）
- ふたつのスピカ（2003年 - 2004年、ライオンさん、高野）
- ボボボーボ・ボーボボ（2003年 - 2005年、ボーボボ）

2004年
- 鋼の錬金術師（ルジョン）
- みさきクロニクル〜ダイバージェンス・イヴ〜（ジャン・リュック・ルブラン）
- エリア88（2004）（風間真）
- ふたりはプリキュア（2004年 - 2006年、美墨岳） - 2シリーズ
- RAGNAROK THE ANIMATION（キーオ / ヘイズ）
- ななみちゃん（2004年 - 2009年、青葉遊作） - 6シリーズ
- ケロロ軍曹（2004年 - 2014年、クルル曹長 / クルルドラゴン、ガミミ総統、宇宙京風タコ焼きTDR、リュウセイ、首脳） - 2シリーズ
- SAMURAI 7（ウキョウ、天主）
- 焼きたて!!ジャぱん（2004年 - 2006年、黒柳亮、白柳涼）
- 機動戦士ガンダムSEED DESTINY（2004年 - 2005年、ネオ・ロアノーク / ムウ・ラ・フラガ）
- リングにかけろ1（2004年 - 2006年、ブラック・シャフト） - 2シリーズ
- 吟遊黙示録マイネリーベ（2004年 - 2006年、アイザック） - 2シリーズ
- メジャー 第1シリーズ（2004年 - 2005年、本田茂治）
- サムライガン（強太）

2005年
- 好きなものは好きだからしょうがない!!（夜）
- 遊☆戯☆王デュエルモンスターズGX（斎王琢磨）
- LOVELESS（南律）
- 魔法先生ネギま!（サウザンドマスター / ナギ・スプリングフィールド）
- ロックマンエグゼStream（イリヤ）
- BUZZER BEATER（2005年 - 2007年、ギューマ） - 2シリーズ
- ONE PIECE（2005年 - 2025年、青雉 / クザン）
- サムライチャンプルー（馬之介）
- まじめにふまじめ かいけつゾロリ（ミャリック）
- SPEED GRAPHER（白金克也）
- 勇者王ガオガイガーFINAL GRAND GLORIOUS GATHERING（ベターマン・ラミア）
- うえきの法則（2005年 - 2006年、李崩）
- 戦国英雄伝説 新釈 眞田十勇士 The Animation（霧隠才蔵）
- パタリロ西遊記!（盤古羅漢〈バンコラン〉）
- ポケットモンスター アドバンスジェネレーション（2005年 - 2006年、コサブロウ）
- 地獄少女（本篠義之）

2006年
- 鍵姫物語 永久アリス輪舞曲（タキオン）
- LEMON ANGEL PROJECT（氷室慎也）
- 陰からマモル!（ずんく）
- パピヨンローゼ New Season（ヒビキ〈虎影〉）
- Soul Link（新田和彦）
- スパイダーライダーズ 〜オラクルの勇者たち〜（2006年 - 2007年、イグナス） - 2シリーズ
- ザ・サード 〜蒼い瞳の少女〜（浄眼機）
- 機神咆吼デモンベイン（ウィンフィールド）
- 桜蘭高校ホスト部（藤岡涼二 / 蘭花）
- つよきす Cool×Sweet（伊達スバル、店長）
- 恋する天使アンジェリーク シリーズ（2006年 - 2007年、オリヴィエ） - 2シリーズ
- 銀魂（2006年 - 2018年、高杉晋助） - 4シリーズ
- 彩雲国物語（琳千夜 / 茶朔洵）
- スーパーロボット大戦OG -ディバイン・ウォーズ-（シュウ）
- RED GARDEN（2006年 - 2007年、エルヴェ）
- 護くんに女神の祝福を!（2006年 - 2007年、ヨハン）

2007年
- Saint October（アッシュ）
- 瀬戸の花嫁（シャーク藤代）
- 鋼鉄三国志（諸葛亮孔明）
- 地球へ…（キース・アニアン）
- はぴはぴクローバー（旅うさぎさん）
- BACCANO! -バッカーノ!-（ラック・ガンドール）
- 魔人探偵脳噛ネウロ（2007年 - 2008年、脳噛ネウロ）
- Myself ; Yourself（若月修輔、アニメブルー）
- BLEACH（2007年 - 2009年、ペッシェ）

2008年
- ロザリオとバンパイア（謎こうもり / バケバケコウモリのこーちゃん / 伊集院光太郎） - 2シリーズ
- 破天荒遊戯（セラティード）
- ペルソナ 〜トリニティ・ソウル〜（神郷諒）
- GUNSLINGER GIRL -IL TEATRINO-（ジャン）
- さよなら絶望先生 シリーズ（2008年 - 2009年、糸色景） - 2シリーズ
- ポケットモンスター ダイヤモンド&パール（コサブロウ）
- Yes!プリキュア5GoGo!（スコルプ）
- To LOVEる -とらぶる-（2008年 - 2015年、ザスティン） - 4シリーズ
- ソウルイーター（2008年 - 2009年エクスカリバー）
- ロボディーズ -RoboDz- 風雲篇（バッドル隊長）
- スケアクロウマン（執事〈ウォルター〉）
- テイルズ オブ ジ アビス（2008年 - 2009年、ジェイド）
- のらみみ2（ストロガノフ）
- 伯爵と妖精（ケルピー）

2009年
- 鋼殻のレギオス（カリアン・ロス）
- ゲゲゲの鬼太郎（第5作）（パンサー）
- 戦国BASARA（2009年 - 2014年、猿飛佐助） - 3シリーズ
- 花咲ける青少年（クインザ・ハフェズ）
- メタルファイト ベイブレード（2009年 - 2013年、大道寺） - 3シリーズ
- NEEDLESS（アダム・ブレイド）
- プリンセスラバー!（ヴィンセント＝ファン・ホッセン）
- 鋼の錬金術師 FULLMETAL ALCHEMIST（2009年 - 2010年、スカー兄）
- 真・恋姫†無双（2009年 - 2010年、于吉） - 2シリーズ
- ご姉弟物語（2009年 - 2010年、石田）

2010年
- 荒川アンダー ザ ブリッジ（シスター） - 2シリーズ
- 裏切りは僕の名前を知っている（祗王天白）
- 世紀末オカルト学院（JK）
- ぬらりひょんの孫（旧鼠）
- 伝説の勇者の伝説（フェリス父）
- バトルスピリッツ ブレイヴ（ルチャ）
- 海月姫（花森）

2011年
- バクマン。（2011年 - 2013年、吉田幸司） - 3シリーズ
- レベルE（クラフト）
- お兄ちゃんのことなんかぜんぜん好きじゃないんだからねっ!!（攻B）
- DOG DAYS（2011年 - 2015年、ロラン・マルティノッジ） - 3シリーズ
- Dororonえん魔くん メ〜ラめら（カパエル、イカ天狗）
- 輪るピングドラム（高倉剣山）
- THE IDOLM@STER（黒井崇男）
- 境界線上のホライゾン（2011年 - 2012年、シロジロ・ベルトーニ） - 2シリーズ
- スーパーロボット大戦OG -ジ・インスペクター-（シュウ・シラカワ）
- ファイ・ブレイン 神のパズル（2011年 - 2014年、真方ジン / 青年X、まさかジン） - 2シリーズ
- ギルティクラウン（2011年 - 2012年、四分儀）

2012年
- 機動戦士ガンダムAGE（フレデリック・アルグレアス）
- BRAVE10（伊達政宗）
- 未来日記（天野九郎）
- ハイスクールD×D（2012年 - 2018年、ライザー・フェニックス） - 2シリーズ
- エリアの騎士（堀川明人）
- GON -ゴン-（2012年 - 2013年、ピコック）
- カードファイト!! ヴァンガード シリーズ（2012年 - 2020年、ホロスコープ、神崎ユウイチロウ） - 7シリーズ
- 夏色キセキ（凛子の父）
- HUNTER×HUNTER（ダルツォルネ）
- 超訳百人一首 うた恋い。（藤原実方）
- ジョジョの奇妙な冒険（2012年 - 2023年、ディオ・ブランドー / DIO） - 4シリーズ
- となりの怪物くん（水谷隆司）
- ソードアート・オンライン（2012年 - 2020年、須郷伸之 / オベイロン） - 2シリーズ + 特別編
- PSYCHO-PASS サイコパス（タリスマン）
- 蒼い世界の中心で（ゼリグ）

2013年
- キューティクル探偵因幡（聡明）
- アイカツ!（2013年 - 2014年、星宮太一）
- デート・ア・ライブ（2013年 - 2024年、神無月恭平） - 5シリーズ
- 断裁分離のクライムエッジ（小泉芳一）
- 革命機ヴァルヴレイヴ（ドルシア総統） - 2シリーズ
- ポケットモンスター ミュウツー 〜覚醒への序章〜（ダンク）
- ロウきゅーぶ!SS（長谷川銀河）
- ONE PIECE エピソードオブメリー 〜もうひとりの仲間の物語〜（青雉〈クザン〉）

2014年
- みんな集まれ!ファルコム学園（2014年 - 2015年、オリビエ、ファン、グース） - 2シリーズ
- ニセコイ（クロード）
- いなり、こんこん、恋いろは。（大年神）
- バディ・コンプレックス（ヴィルヘルム・ハーン） - 2シリーズ
- ハピネスチャージプリキュア!（2014年 - 2015年、オレスキー）
- 健全ロボ ダイミダラー（又吉一雄）
- 星刻の竜騎士（ミルガウス / ジュリアス・ロートレアモン）
- 大怪獣ラッシュ ウルトラフロンティア（メフィラス星人シックル）
- デュエル・マスターズVS（ショウ）
- 風雲維新ダイ☆ショーグン（一橋重義）
- シドニアの騎士（2014年 - 2015年、落合） - 2シリーズ
- 最強銀河 究極ゼロ 〜バトルスピリッツ〜（ダルファ）
- 魔法科高校の劣等生（司波龍郎）
- メカクシティアクターズ（ツキヒコ）
- 東京ESP（天女の兄）
- ディスク・ウォーズ:アベンジャーズ（デッドプール）
- 魔弾の王と戦姫（ファーロン）
- ONE PIECE “3D2Y” エースの死を越えて! ルフィ仲間との誓い（青雉 / クザン）
- テイルズ オブ ゼスティリア（2014年 - 2017年、ルナール） - 2シリーズ+特番
- 憑物語（手折正弦）

2015年
- SHIROBAKO（枕田）
- まじっく快斗1412（アラン・カルティエ）
- 聖剣使いの禁呪詠唱（シャルル・サン・ジェルマン）
- ガンダム Gのレコンギスタ（ラ・グー）
- おまかせ!みらくるキャット団（赤川夏彦）
- ガンスリンガー ストラトス（アーロン・バロウズ）
- 黒子のバスケ（真田直人）
- 暗殺教室（2015年 - 2016年、ガストロ） - 2シリーズ
- アルスラーン戦記（2015年 - 2016年、ギスカール） - 2シリーズ
- 食戟のソーマ（2015年 - 2020年、堂島銀） - 6シリーズ
- VENUS PROJECT -CLIMAX-（コーチ）
- オーバーロード（ニグン・グリッド・ルーイン）
- 乱歩奇譚 Game of Laplace（影男）
- ONE PIECE エピソードオブサボ 〜3兄弟の絆 奇跡の再会と受け継がれる意志〜（青雉 / クザン）
- スタミュ（2015年 - 2019年、月皇遥斗） - 3シリーズ
- 終わりのセラフ 名古屋決戦編（ルカル・ウェスカー）
- 櫻子さんの足下には死体が埋まっている（花房）
- うしおととら（たゆら）
- ヤング ブラック・ジャック（大剛景光）

2016年
- 少女たちは荒野を目指す（細川、客A）
- アクティヴレイド -機動強襲室第八係-（小針真孝） - 2シリーズ
- 石膏ボーイズ（モリエール）
- Re:ゼロから始める異世界生活（2016年 - 2024年、ロズワール） - 4シリーズ / 2020年に第1期新編集版が放送
- Re:ゼロから始める休憩時間（ロズワール・L・メイザース）
- カミワザ・ワンダ（2016年 - 2017年、ニコルパパ）
- コンクリート・レボルティオ〜超人幻想〜THE LAST SONG（アップダウン）
- マギ シンドバッドの冒険（バルバロッサ）
- ねじ巻き精霊戦記 天鏡のアルデラミン（サリハスラグ・レミオン）
- 美男高校地球防衛部LOVE!LOVE!（ベルナルド、アラン）
- 怪盗ジョーカー（ドクター・ネオ）
- テラフォーマーズ リベンジ（蛭間二郎）
- クラシカロイド（キング）
- 終末のイゼッタ（ヘイガー）

2017年
- デジモンユニバース アプリモンスターズ（バイオモン）
- 進撃の巨人（2017年 - 2023年、獣の巨人 / ジーク） - 6シリーズ
- ツインエンジェルBREAK（ジョン・ガラブシ）
- ID-0（仮面の男 / アダムス・フォルテ・シュヴァリエ）
- スナックワールド（ピノキオバージョン3.0、ジニーズB、クラーケン、ロミオ、王子〈兄〉、ヴァンパイア）
- 恋愛暴君（魔王）
- ゼロから始める魔法の書（十三番）
- 笑ゥせぇるすまんNEW（戸鰐学）
- 潔癖男子!青山くん（武智彰、グリュード）
- 妖怪アパートの幽雅な日常（フール、鳥2）
- 18if（神崎カツミ）
- 妖怪ウォッチ（2017年 - 2023年、ぬらりひょん） - 3シリーズ
- マーベル フューチャー・アベンジャーズ（デッドプール）
- 戦刻ナイトブラッド（毛利元就）
- THE IDOLM@STER Prologue SideM -Episode of Jupiter-（黒井崇男）
- 血界戦線 & BEYOND（リ・ガド）
- 魔法陣グルグル（ヒガジ）
- UQ HOLDER! 〜魔法先生ネギま!2〜（ナギ・スプリングフィールド）

2018年
- ヴァイオレット・エヴァーガーデン（クラウディア・ホッジンズ）
- 博多豚骨ラーメンズ（原田正太郎）
- ポチっと発明 ピカちんキット（2018年 - 2019年、デューク、ダークデューク）
- 蒼天の拳 REGENESIS（流飛燕） - 2シリーズ
- 美男高校地球防衛部HAPPY KISS!（米蔵金吾）
- ベイブレードバースト 超ゼツ（ファイ、ハーツ）
- バキ（2018年 - 2020年、ドイル） - 2シリーズ
- 天狼 Sirius the Jaeger（カーシュナー）
- 陰陽師・平安物語（荒川の主、僧侶）
- アンゴルモア 元寇合戦記（劉復亨）
- 学園BASARA（猿飛佐助）
- メルクストーリア -無気力少年と瓶の中の少女-（シトルイユ）
- とある魔術の禁書目録III（2018年 - 2019年、ナイトリーダー〈騎士団長〉）
- ラディアン（2018年 - 2020年、グリム） - 2シリーズ
- ユリシーズ ジャンヌ・ダルクと錬金の騎士（エンリル）

2019年
- 転生したらスライムだった件（2019年 - 2021年、クレイマン） - 3シリーズ
- 賭ケグルイ××（城丸穂露）
- かぐや様は告らせたい〜天才たちの恋愛頭脳戦〜（2019年 - 2023年、白銀の父） - 3シリーズ + 特別編
- 妖怪ウォッチ シャドウサイド（ぬらりひょん）
- ぱすてるメモリーズ（岡山）
- BORUTO-ボルト- NARUTO NEXT GENERATIONS（トサカ）
- ポプテピピック TVスペシャル 玄武ver.（ピピ美〈第14話Bパート〉）
- Fairy gone フェアリーゴーン（ダミアン・カルメ） - 2シリーズ
- 異世界かるてっと（2019年 - 2020年、ロズワール） - 2シリーズ
- 鬼滅の刃（手鬼）
- ワンパンマン（ギョロギョロ）
- 魔王様、リトライ!（ユートピア）
- ノー・ガンズ・ライフ（2019年 - 2020年、相棒） - 2シリーズ
- アフリカのサラリーマン（アシカ店長、ナレーション）
- 本好きの下剋上 司書になるためには手段を選んでいられません（2019年 - 2022年、ベンノ） - 3シリーズ
- あひるの空（車谷智久）
- ACTORS -Songs Connection-（小西先輩）

2020年
- ダーウィンズゲーム（花屋 / ヒイラギイチロウ）
- ドロヘドロ（何でも溶かす魔法使い）
- ＜Infinite Dendrogram＞-インフィニット・デンドログラム-（メイズ）
- 22/7（あかねの父）
- BNA ビー・エヌ・エー（クリフ・ボリス）
- アラド:逆転の輪（宿命のカイン）
- デカダンス（フギン）
- 神達に拾われた男（2020年 - 2023年、ラインバッハ・ジャミール） - 2シリーズ
- いわかける! - Sport Climbing Girls -（後藤十三）
- ドラゴンクエスト ダイの大冒険 (2020)（2020年 - 2022年、ミストバーン / 真・大魔王バーン）
- 100万の命の上に俺は立っている（魔王ルキフェル）
- 妖怪学園Y 〜Nとの遭遇〜（2020年 - 2021年、ぬらりひょん）

2021年
- オルタンシア・サーガ（フェルナンド・オーベル、ベルトラン・デ・ボスケ）
- SK∞ エスケーエイト（愛抱夢）
- 魔術士オーフェンはぐれ旅 キムラック編（ネイム・オンリー、ラニオット）
- バック・アロウ（セバーン・ウォルストン）
- Vivy -Fluorite Eye's Song-（松本博士）
- 転生したらスライムだった件 転スラ日記（クレイマン）
- SHAMAN KING（2021年 - 2022年、ファウストVIII世）
- 乙女ゲームの破滅フラグしかない悪役令嬢に転生してしまった…X（ジェフリー・スティアート）
- かげきしょうじょ!!（白川煌三郎）
- 探偵はもう、死んでいる。（カメレオン）
- 吸血鬼すぐ死ぬ（2021年 - 2023年、ヨモツザカ） - 2シリーズ
- プラチナエンド（ルタ）

2022年
- ポケットモンスター（コサブロウ）
- 失格紋の最強賢者（謎の声 / ザリディアス）
- 史上最強の大魔王、村人Aに転生する（仮面の男 / アルヴァート・エグゼクス）
- ダンス・ダンス・ダンスール（中村）
- 社畜さんは幼女幽霊に癒されたい。（今週の「可愛い。」担当）
- 金装のヴェルメイユ〜崖っぷち魔術師は最強の厄災と魔法世界を突き進む〜（オブシディアン）
- 異世界おじさん（2022年 - 2023年、おじさん）
- よふかしのうた（2022年 - 2025年、トニオ） - 2シリーズ
- はたらく魔王さま!!（2022年 - 2023年、ガブリエル） - 2シリーズ
- メガトン級ムサシ（2022年 - 2023年、アダム）
- BLEACH 千年血戦篇（ペッシェ・ガティーシェ）
- ヒューマンバグ大学 -不死学部不幸学科-（伊集院茂夫）
- 不滅のあなたへ（2022年 - 2023年、ボンシェン）

2023年
- REVENGER（漁澤陣九郎）
- 文豪ストレイドッグス（ニコライ・G） - 2シリーズ
- 陰の実力者になりたくて!（モードレッド） - 2シリーズ
- The Legend of Heroes 閃の軌跡 Northern War（オリヴァルト・ライゼ・アルノール）
- 最強陰陽師の異世界転生記（ゾルムネム）
- 魔法少女マジカルデストロイヤーズ（ゲーオタ）
- カワイスギクライシス（シャミル・ナーガ）
- 呪術廻戦 懐玉・玉折/渋谷事変（伏黒甚爾、孫）
- おかしな転生（フバーレク辺境伯）
- スパイ教室（紫蟻）
- ラグナクリムゾン（グリュムウェルテ）
- め組の大吾 救国のオレンジ（2023年 - 2024年、甘粕士郎）
- MFゴースト（2023年 - 2024年、リョウ・タカハシ） - 2シリーズ
- 冒険大陸 アニアキングダム（サベール）
- 暴食のベルセルク（アーロン・バルバトス）
- 葬送のフリーレン（2023年 - 2024年、クラフト）

2024年
- 異修羅（2024年 - 2025年、速き墨ジェルキ） - 2シリーズ
- マッシュル-MASHLE- 神覚者候補選抜試験編（マーガレット・マカロン）
- スナックバス江（ラスボス）
- 転生したら第七王子だったので、気ままに魔術を極めます（貴族生徒）
- 出来損ないと呼ばれた元英雄は、実家から追放されたので好き勝手に生きることにした（クレイグ）
- ワンルーム、日当たり普通、天使つき。（店長）
- 逃走中 グレートミッション（2024年 - 2025年、スネーク ロイヤー）
- 異世界スーサイド・スクワッド（ピースメイカー）
- グレンダイザーU（ガンダル）
- キミと僕の最後の戦場、あるいは世界が始まる聖戦 Season II（2024年 - 2025年、グロウリィ）
- ザ・ファブル（鈴木ヒロシ）
- 異世界失格（教皇）
- 歴史に残る悪女になるぞ（シーカー・ルーク）
- 最凶の支援職【話術士】である俺は世界最強クランを従える（フィノッキオ）
- 凍牌〜裏レート麻雀闘牌録〜（2024年 - 2025年、畑山）
- アクロトリップ（ヒュー）
- 君は冥土様。（雪の父）
- 百姓貴族（役場の職員、映像ナレーション）
- 鴨乃橋ロンの禁断推理（タイガ・ダン）

2025年
- 没落予定の貴族だけど、暇だったから魔法を極めてみた（レイモンド）
- 外れスキル《木の実マスター》 〜スキルの実（食べたら死ぬ）を無限に食べられるようになった件について〜（墓守）
- Sランクモンスターの《ベヒーモス》だけど、猫と間違われてエルフ娘の騎士として暮らしてます（ヴァサーゴ）
- ババンババンバンバンパイア（オリジン）
- 俺は星間国家の悪徳領主!（案内人）
- 一瞬で治療していたのに役立たずと追放された天才治癒師、闇ヒーラーとして楽しく生きる（ベッカー）
- プリンセッション・オーケストラ（カメオさん）
- 水属性の魔法使い（ミカエル〈仮名〉）
- CITY THE ANIMATION（安達太良博士、安達太良の父、外野玉黒威之助、マジシャン）
- ぐらんぶる Season 2（右代官）
- 3年Z組銀八先生（高杉晋助）

### 劇場アニメ
1989年
- アニメ三銃士 アラミスの大冒険（フランソワ）
- 機動警察パトレイバー the Movie（方舟技師、2課整備員、ピザ屋ウェイター）

1991年
- 機動戦士ガンダムF91（ドワイト・カムリ）
- らんま1/2 中国寝崑崙大決戦! 掟やぶりの激闘篇!!（大黒天）

1992年
- 銀河英雄伝説外伝 黄金の翼（キルヒアイス）
- 楽しいムーミン一家 ムーミン谷の彗星（スナフキン）

1993年
- SDガンダム外伝 聖機兵物語（GP01）

1995年
- NINKU -忍空-（飛鳥）
- マクロス7 銀河がオレを呼んでいる!（ガムリン木崎）

1997年
- 新世紀エヴァンゲリオン劇場版 シト新生 / Air/まごころを、君に（青葉シゲル） - 2作品
- スレイヤーズ ぐれえと（ヒューイ）
- ヘルメス－愛は風の如く（ヘルメス）
- るろうに剣心 -明治剣客浪漫譚- 維新志士への鎮魂歌（加治木貞四郎）

1998年
- 新機動戦記ガンダムW Endless Waltz 特別編（ゼクス・マーキス）
- REVIVAL OF EVANGELION 新世紀エヴァンゲリオン劇場版 DEATH (TRUE)² / Air / まごころを、君に（青葉シゲル）
- スプリガン（第1作）（ジャン・ジャックモンド）

1999年
- 少女革命ウテナ アドゥレセンス黙示録（桐生冬芽）
- 天地無用! in LOVE2 遥かなる想い（遙照）

2000年
- 太陽の法－エル・カンターレへの道（エル・カンターレ、ラ・ムー、リエント・アール・クラウド、釈尊 他）

2001年
- 頭文字D Third Stage（高橋涼介）
- サクラ大戦 活動写真（加山雄一）

2002年
- ∀ガンダムII 月光蝶（ギム・ギンガナム）

2003年
- 黄金の法 エル・カンターレの歴史観（ヘルメス / 釈尊）

2004年
- APPLESEED（ハデス）

2006年
- 永遠の法（トス）
- 超劇場版ケロロ軍曹（クルル曹長）
- まじめにふまじめ かいけつゾロリ なぞのお宝大さくせん（クルル曹長）

2007年
- ヱヴァンゲリヲン新劇場版:序（青葉シゲル）
- オシャレ魔女♥ラブandベリー（ベルル）
- 河童のクゥと夏休み（レポーター）
- 超劇場版ケロロ軍曹2 深海のプリンセスであります!（クルル曹長）
- ちびケロ ケロボールの秘密!?（青ちびクルル）
- 白いファンタジア（ミス・リード〈タンチョウロボット〉）

2008年
- 超劇場版ケロロ軍曹3 ケロロ対ケロロ天空大決戦であります!（クルル曹長）
- 武者ケロ お披露目!戦国ラン星大バトル!!（クルル藪医）
- 劇場版MAJOR メジャー 友情の一球（本田茂治）

2009年
- 宇宙戦艦ヤマト 復活篇（シーガル艦長）
- 映画 プリキュアオールスターズDX みんなともだちっ☆奇跡の全員大集合!（フュージョン）
- ヱヴァンゲリヲン新劇場版:破（青葉シゲル）
- 超劇場版ケロロ軍曹 撃侵ドラゴンウォリアーズであります!（クルル曹長）
- 仏陀再誕－The REBIRTH of BUDDHA（空野太陽）

2010年
- 劇場版 銀魂 新訳紅桜篇（高杉晋助）
- 超劇場版ケロロ軍曹 誕生!究極ケロロ 奇跡の時空島であります!!（クルル曹長）
- 昆虫物語 みつばちハッチ〜勇気のメロディ〜（ライト兄弟、ミッチー）

2011年
- 劇場版 戦国BASARA -The Last Party-（猿飛佐助）
- ハートの国のアリス 〜Wonderful Wonder World〜（ユリウス＝モンレー）

2012年
- 映画 プリキュアオールスターズNewStage みらいのともだち（フュージョン）
- ヱヴァンゲリヲン新劇場版:Q（青葉シゲル）
- 神秘の法（獅子丸翔）
- ONE PIECE FILM Z（青雉 / クザン）

2013年
- 劇場版 銀魂 完結篇 万事屋よ永遠なれ（高杉晋助）
- 魔女っこ姉妹のヨヨとネネ（ニルス）

2014年
- 劇場版 アイカツ!（星宮太一）

2015年
- 劇場版デート・ア・ライブ 万由里ジャッジメント（神無月恭平）
- 映画 妖怪ウォッチ エンマ大王と5つの物語だニャン!（ぬらりひょん / 大妖魔ぬらねいら）

2016年
- 映画 妖怪ウォッチ 空飛ぶクジラとダブル世界の大冒険だニャン!（ぬらりひょん）

2017年
- 映画 妖怪ウォッチ シャドウサイド 鬼王の復活（ぬらりひょん）

2018年
- ニンジャバットマン（ゴリラ・グロッド）
- 映画 妖怪ウォッチ FOREVER FRIENDS（ぬらりひょん）

2019年
- ヴァイオレット・エヴァーガーデン 外伝 - 永遠と自動手記人形 -（クラウディア・ホッジンズ）
- HELLO WORLD（千古恒久）

2020年
- 劇場版 Fate/Grand Order -神聖円卓領域キャメロット-（2020年 - 2021年、オジマンディアス） - 前後編
- 劇場版 ヴァイオレット・エヴァーガーデン（クラウディア・ホッジンズ）

2021年
- 銀魂 THE FINAL（高杉晋助）
- シン・エヴァンゲリオン劇場版𝄇（青葉シゲル）
- シドニアの騎士 あいつむぐほし（落合、かなた）

2022年
- RE:cycle of the PENGUINDRUM（高倉剣山） - 前後編
- 劇場版 異世界かるてっと 〜あなざーわーるど〜（ロズワール）
- Gのレコンギスタ IV 激闘に叫ぶ愛（ラ・グー）

2023年
- 妖怪ウォッチ♪ ジバニャンvsコマさん もんげー大決戦だニャン（ぬらりひょん）

2024年
- 機動戦士ガンダムSEED FREEDOM（ムウ・ラ・フラガ）

2025年
- 映画 おしりたんてい スター・アンド・ムーン（にせスターまぶし（かいとうS ） / チャク・イソギン）
- 遠井さんは青春したい！『バカとスマホとロマンスと』（源健一）

時期未定
- ククリレイジュ -三星堆伝奇-（ゴウシャ）

### OVA
1988年
- うる星やつら 怒れシャーベット
- SDガンダム（騎士サザビー、アッシマー、大将軍、今殺駆、ジェガン1、戦士ガンキャノン）
- 機動警察パトレイバー（店員）
- 沙羅曼蛇 瞑想のパオラ

1989年
- 沙羅曼蛇 ゴーファーの野望（技官）
- 力王 RIKI-OH 等括地獄

1990年
- アリーズ 神話の星座宮（ミノース / 工藤信彦）
- イケナイBOY
- 楳図かずおの呪い
- 新キャプテン翼（ビクトリーノ）
- ダーティペア 謀略の005便（宇宙港管制官）
- NINETEEN 19（八木）
- 名探偵ハンギョドン（ボスペンギン）
- 風魔の小次郎 聖剣戦争篇（朱羅）

1991年
- アリス 〜モンキーパンチの世界〜（死刑囚）
- 1月にはChristmas（藤岡順正）
- 機動戦士ガンダム0083 STARDUST MEMORY（士官、管制官、兵士A）
- ザ・学園超女隊
- 天空戦記シュラト 創世への暗闘（ガイ）
- 有閑倶楽部 犬猫まるごとHOWマッチ（美童グランマニエ）

1992年
- KO世紀ビースト三獣士（バド・ミント）
- 絶愛-1989-（泉拓人）
- 天地無用! 魎皇鬼（遥照）
- 東京BABYLON A SAVE FOR TOKYO CITY STORY（桜塚星史郎）
- 万能文化猫娘（秀才）
- 有閑倶楽部 香港より愛をこめて（美童グランマニエ）

1993年
- あなたが振り返るとき（涼）
- アルスラーン戦記 汗血公路（メルレイン）
- キッスは瞳にして（新田ひろみ）
- 流星機ガクセイバー（1993年 - 1994年、ジョージ・細井）
- らんま1/2 シャンプー豹変! 反転宝珠の禍（大介）

1994年
- おさかなはあみの中 〜FISH IN THE TRAP〜（田野浦瑞貴）
- GATCHAMAN（ケスラー博士）
- 湘南純愛組!（阿久津淳也）
- ダーティペア FLASH（カプス教授）
- 覇王大系リューナイト アデュー・レジェンド（1994年 - 1995年、イクズス）
- 爆炎CAMPUSガードレス（天空校長）
- らんま1/2 学園に吹く嵐! アダルトチェンジひな子先生（大介）
- LEVEL-C（篠原実）

1995年
- アイドル防衛隊ハミングバード（ペトレ・デュヴァス）
- アルスラーン戦記 征馬孤影（魔導士）
- D・N・A² 〜何処かで失くしたあいつのアイツ〜（管下竜二）
- 沈黙の艦隊
- 覇王大系リューナイト アデュー・レジェンドII（1995年 - 1996年、デューマ）
- ミネルバの剣士（ショウ）
- YAMATO2520（レノン・オサリバン）

1996年
- 覇王大系リューナイト アデュー・レジェンド・ファイナル（イクズス）
- 新破裏拳ポリマー（パルサー）
- BRONZE ZETSUAI since 1989（泉拓人）
- TWIN SIGNAL（パルス）
- 闘神伝（カイン）
- ファイアーエムブレム 紋章の謎（ナバール）
- ふしぎ遊戯（星宿、兵士）
- マスターモスキートン（モスキートン）
- 魔法使いTai!（油壺綾乃丞）

1997年
- 新機動戦記ガンダムW Endless Waltz（ゼクス・マーキス）
- 超獣伝説ゲシュタルト（オリビエ）
- 電脳戦隊ヴギィ'ズ★エンジェル（Dr.クリムト）
- ふしぎ遊戯 第二部（星宿）
- 変（寿明）
- マクロス ダイナマイト7（ガムリン木崎）
- またまたセイバーマリオネットJ（花形美剣）
- 勇者指令ダグオン 水晶の瞳の少年（広瀬海 / ターボカイ）
- 竜機伝承（ランディ）

1998年
- 火宵の月〜秋狂言〜（土御門有匡）

1999年
- グラビテーション（坂野）
- サクラ大戦 轟華絢爛（加山雄一）
- Weiß kreuz Verbrechen & Strafe（アヤ）
- 菜々子解体診書（拝狂児）
- ハイスクール・オーラバスター 光の誕生（斎伽忍）
- BREAK-AGE（長船悠樹会長）

2000年
- アンジェリーク 〜白い翼のメモワール〜（夢の守護聖オリヴィエ）
- 天使禁猟区（吉良朔夜）

2001年
- アンジェリーク 〜聖地より愛をこめて〜（夢の守護聖オリヴィエ）
- 頭文字D Extra Stage インパクトブルーの彼方に…（高橋涼介）
- Z.O.E 2167 IDOLO（ラダム・レヴァンズ）
- ふしぎ遊戯 -永光伝-（星宿）

2002年
- アンジェリーク 〜Twinコレクション〜（夢の守護聖オリヴィエ）
- 頭文字D BATTLE STAGE（高橋涼介）
- ゲートキーパーズ21（橋本大地）
- 高校鉄拳伝タフ（葵新吾）
- 聖闘士星矢 冥王ハーデス十二宮編（ラダマンティス）
- ナコルル 〜あのひとからのおくりもの〜 郷里之畏友編（ヤンタムゥ）

2003年
- OVA アンジェリーク（夢の守護聖オリヴィエ）
- 新・北斗の拳（ケンシロウ）
- ランジェリー戦士 パピヨンローゼ（獅子王ヒカル〈ダンディー・ライオン〉）

2004年
- 頭文字D to the Next Stage 〜プロジェクトDへ向けて〜（高橋涼介）
- カレイドスター 新たなる翼 -EXTRA STAGE-『笑わない すごい お姫様』（フール）
- 新ゲッターロボ（安倍晴明）
- 機神咆吼デモンベイン（ウィンフィールド）

2005年
- カレイドスター Legend of phoenix 〜レイラ・ハミルトン物語〜（フール）
- 聖闘士星矢 冥王ハーデス冥界編（ラダマンティス）
- パパとKISS IN THE DARK（宇都宮貴之）

2006年
- HELLSING（2006年 - 2012年、ルーク・ヴァレンタイン） - 2作品
- 蜜×蜜ドロップス（久喜絃青）

2007年
- 頭文字D BATTLE STAGE 2（高橋涼介）
- サクラ大戦 ニューヨーク・紐育（加山雄一）
- 装甲騎兵ボトムズ ペールゼン・ファイルズ（ショキット）
- デッドガールズ（エドガー）

2008年
- GUNSLINGER GIRL - IL TEATRINO - OVA（ジャン・クローチェ）
- クイズマジックアカデミー（セリオス）
- 獄・さよなら絶望先生（糸色景、ネガティ部員A）
- 瀬戸の花嫁OVA（シャーク藤代）

2009年
- アドリブ王子（翔）
- 聖闘士星矢 THE LOST CANVAS 冥王神話（ベロニカ）
- 生徒会長に忠告（阿久津直也）
- NARUTO -ナルト- THE CROSS ROADS（カジカ）

2010年
- ONE PIECE FILM STRONG WORLD EPISODE:0（クザン）

2011年
- 英雄伝説 空の軌跡 THE ANIMATION（オリビエ・レンハイム）
- コイ☆セント（オトウト）
- Fate/Prototype（サンクレイド・ファーン）

2012年
- コードギアス 亡国のアキト（2012年 - 2016年、アンドレア・ファルネーゼ）
- 間の楔（アイシャ）
- よんでますよ、アザゼルさん。（ルシファー）

2014年
- いなり、こんこん、恋いろは。（大年神） - コミックス第8巻BD付き限定版
- 絶滅危愚少女 Amazing Twins（田所）
- マギ シンドバッドの冒険（2014年 - 2015年、バルバロッサ） - コミックス第4・6・7巻OVA付き特別版

2015年
- ニセコイ（クロード） - コミックス第16巻DVD付き同梱版に収録
- ハイスクールD×D BorN（ライザー・フェニックス） - DX.2 BD付限定版

2016年
- To LOVEる -とらぶる- ダークネス（ザスティン） - コミックス第16巻限定版に付属
- スタミュ OVA第2巻（月皇遥斗）

2018年
- Re:ゼロから始める異世界生活シリーズ（2018年 - 2019年、ロズワール・L・メイザース） - 2作品

2019年
- ストライク・ザ・ブラッド（2019年 - 2022年、キイ・ジュランバラーダ） - 3シリーズ

2020年
- 本好きの下剋上 司書になるためには手段を選んでいられません 外伝（ベンノ）

2021年
- かぐや様は告らせたい?〜天才たちの恋愛頭脳戦〜（白銀父） - コミックス第22巻OVA付き同梱版

2023年
- スタンドマイヒーローズ WARMTH OF MEMORIES（瀬尾鳴海）

### Webアニメ
2000年代
- Vie Durant（2003年、ハリス）

2010年代
- モンスターストライク（2016年、炎の闘神ニルヴァーナ）
- 超游世界（2017年、ヴィロス）
- A.I.C.O. Incarnation（2018年、伊佐津恭介）
- スーパードラゴンボールヒーローズ プロモーションアニメ（2019年 - 2021年、ハーツ）
- 銀魂 〜モンスターストライク編〜（2019年、高杉晋助）
- ニンジャボックス（2019年、社長）

2020年代
- バトルスピリッツ 赫盟のガレット / ミラージュ（2021年 - 2022年、ロベス・ティエイル） - 2作品
- みにヴぁん ら〜じ（2021年 - 2022年、神崎ユウイチロウ） - 2シリーズ
- Pokémon Evolutions（2021年、ゲーチス）
- スペシャルアニメ「死役所」（2022年、シ村）
- TIGER & BUNNY 2（2022年、グレゴリー・サンシャイン）
- スプリガン（2022年、ミラージュ）
- BASTARD!! -暗黒の破壊神-（2022年、ダイ＝アモン）
- Fate/Grand Order 藤丸立香はわからない（2023年 - 2024年、ハンス・クリスチャン・アンデルセン、オジマンディアス） - 2シリーズ
- マサムネ - 使命の赤き刃 -（2023年、イワクラ）
- スーパードラゴンボールヒーローズ プロモーションCGムービー（2024年、ハーツ）
- ムーンライズ（2025年、ワイズ・クラウン）

### ゲーム
1992年
- エメラルドドラゴン（サオシュヤント） - FM TOWNS版
- レッサーメルン（タイル・ラサティ）

1993年
- ヴェインドリーム（トリステラム、アーメス）
- 伝説のオウガバトル（ランスロット・ハミルトン、ライアン）

1994年
- KO世紀ビースト三獣士 〜ガイア復活 完結編〜（バド・ミント）

1995年
- アンジェリーク（1995年 - 1998年、夢の守護聖オリヴィエ） - 4作品
- 空想科学世界ガリバーボーイ（エロイカ）
- 戦国サイバー 藤丸地獄変
- タクティクスオウガ（ランスロット） - セガサターン版
- 鬼神童子ZENKI FX 金剛焱闘（犬神狼）

1996年
- 月花霧幻譚〜TORICO〜（フレッド）
- 新世紀エヴァンゲリオン（青葉シゲル）
- 新スーパーロボット大戦（ゼクス・マーキス）
- スーパーロボット大戦外伝 魔装機神 THE LORD OF ELEMENTAL（シュウ・シラカワ）
- 戦国ブレード（翔丸） - セガサターン版
- 対戦とっかえだま（レッドハイヒール山口、シン〈シン with クリスタルマイト〉）
- 第4次スーパーロボット大戦S（シュウ・シラカワ）
- テラ ファンタスティカ（クロード）
- にとうしんでん（リュウジ）
- ファーランドストーリーFX（ディーノ）

1997年
- EVE burst error（天城小次郎）
- ウィザーズハーモニー2（アースト・バルティース）
- エルフを狩るモノたち −完全版−（サザエ）
- QUOVADIS 2〜惑星強襲オヴァン・レイ〜（ディオン・ホワイト）
- 黒の剣 -Blade of the Darkness-（カイエス・ナインターク）
- ザ・キング・オブ・ファイターズ シリーズ（1997年 - 2023年、矢吹真吾、高杉晋助） - 15作品
- 新世紀エヴァンゲリオン 鋼鉄のガールフレンド（青葉シゲル）
- スーパーロボット大戦F（1997年 - 1998年、青葉シゲル、シュウ・シラカワ、ゼクス・マーキス / ミリアルド・ピースクラフト） - 2作品
- バルクスラッシュ（クレス・ドーリー）
- ビーストウォーズ（コンボイ）
- ファーランドストーリー〜四つの封印〜（ディーノ）
- マジカルドロップ3（チャリオット、ハイエロファント、ハングドマン）
- マリーのアトリエ 〜ザールブルグの錬金術士〜（1997年 - 1998年、クライス・キュール、シュワルベ・ザッツ、ブレドルフ・シグザール） - 2作品
- 悠久幻想曲（アレフ・コールソン）

1998年
- EVE The Lost One（天城小次郎）
- エリーのアトリエ 〜ザールブルグの錬金術士2〜（ブレドルフ・シグザール、クライス・キュール）
- 火星物語（紫の風）
- 金田一少年の事件簿（明智健悟、藤原弓彦 / 禍いのローレライの脅迫電話） - 2作品
- サクラ大戦2 〜君、死にたもうことなかれ〜（加山雄一）
- サクラ大戦 帝撃グラフ（加山雄一）
- 少女革命ウテナ いつか革命される物語（桐生冬芽）
- 新世代ロボット戦記ブレイブサーガ（セブンチェンジャー、ビクティム・オーランド、広瀬海 / スーパーライナーダグオン）
- 双界儀（塞上夜斗）
- 超鋼戦紀キカイオー（カイ、トーマス、サイモン・ハーバード）
- 慟哭 そして…（柴田桂）
- ドラゴンフォースII -神去りし大地に-（シェファード）
- ファーストKiss☆物語（香坂宏、案内人）
- ブレイズ&ブレイド Blaze&Blade 〜Eternal Quest〜（ファイター〈男性〉、エルフ〈男性、プロモのみ〉、ナレーター〈プロローグ時〉）
- ポポローグ（ボリス）
- ルルリ・ラ・ルラ（スコット）
- 1on1（龍）

1999年
- SDガンダム GGENERATIONシリーズ（1999年 - 2025年、ドワイト・カムリ、ゼクス・マーキス / ミリアルド・ピースクラフト / プリベンター・ウインド、ギム・ギンガナム、ムウ・ラ・フラガ / ネオ・ロアノーク、戦士ガンキャノン、騎士サザビー、ニール・ザム） - 13作品
- ヴァルキリープロファイル（レザード・ヴァレス）
- ガレリアンズ（バードマン）
- サイコメトラーEIJI（明日真映児）
- Cybernetic EMPIRE（黒仮面）
- 新世紀エヴァンゲリオン（青葉シゲル）
- 真・魔装機神 PANZER WARFARE（イェン＝ヤング）
- スーパーヒーロー作戦（ゼクス・マーキス / ミリアルド・ピースクラフト）
- スーパーロボット大戦コンプリートボックス（シュウ・シラカワ）
- スプリガン ルナヴァース（ジャン・ジャックモンド）
- トランスフォーマー ビーストウォーズメタルス64（コンボイ）
- トランスフォーマー ビーストウォーズメタルス 激突!ガンガンバトル（コンボイ）
- Harlem Beat（小林純直）
- ピノッチアのみる夢（クラレンス）
- ペルソナ2 罪（主人公〈周防達哉〉）
- マリア2 受胎告知の謎（景山純）
- ラブラブトロッコ 〜二人の恋のメロディ〜（ガス）
- リモートコントロールダンディ（柳博士〈ジャナッシュ柳〉）
- ロックマンDASHシリーズ（グライド、ナレーション） - 2作品

2000年
- 花組対戦コラムス2（加山雄一）
- アンジェリーク トロワ（夢の守護聖オリヴィエ）
- EVE ZERO（天城小次郎）
- スーパーロボット大戦α（2000年 - 2001年、シュウ・シラカワ、ゼクス・マーキス / ミリアルド・ピースクラフト） - 2作品
- スキャンダル（加々美達矢）
- 探偵紳士DASH!（悪行双麻）
- 天使のプレゼント マール王国物語（キールディア、大魔王）
- ブレイブサーガ2（セブンチェンジャー、広瀬海 / ターボカイ / ダグターボ / スーパーライナーダグオン）
- ペルソナ2 罰（周防達哉）

2001年
- EVE The Fatal Attraction（2001年 - 2003年、天城小次郎） - 2作品
- グローランサーIII（シオン）
- サクラ大戦3 〜巴里は燃えているか〜（加山雄一）
- スーパーロボット大戦α外伝（ギム・ギンガナム、シュウ・シラカワ、ゼクス・マーキス）
- 仙界通録正史 〜TVアニメーション仙界伝封神演義より〜（趙公明）
- Darling（加賀見琉）
- ナコルル 〜あのひとからのおくりもの〜（ヤンタムゥ）
- フェイバリットディア 円環の物語（堕天使ラスエル）
- Missing Blue（三十六代目桃太郎）
- ルナ・ウイング 〜時を越えた聖戦〜（ヒースクリフ）

2002年
- アンリミテッド:サガ（アーミック、フランシス）
- GUILTY GEAR XX（エディ）
- グランディアX（クロイツ）
- サクラ大戦4 〜恋せよ乙女〜（加山雄一）
- シャーマンキング スピリット オブ シャーマンズ（ファウスト8世）
- シャーマンキング 超・占事略決3（ファウスト8世）
- SIMPLE2000シリーズ THE 女の子のための恋愛アドベンチャー 〜硝子の森〜（惣琉）
- ゼノサーガ エピソードI［力への意志］（トニー）
- Darling II Backlash（加賀見慧、加賀見琉）
- 探偵 神宮寺三郎 Innocent Black（李宗一）
- ときめきメモリアル Girl's Side（氷室零一）

2003年
- アンジェリーク エトワール（夢の守護聖オリヴィエ）
- 頭文字D（2003年 - 2008年、高橋涼介） - 4作品
- Angelic Vale Progress（シラヌイ）
- 機動戦士ガンダムSEED（ムウ・ラ・フラガ / ネオ・ロアノーク）
- GUILTY GEAR ISUKA（エディ）
- グローランサーIV（ブリュンティール）
- SAKURA 〜雪月華〜（深海慎）
- SUNRISE WORLD WAR Fromサンライズ英雄譚（ゼクス、ミリアルド、海）
- シャーマンキング ソウルファイト（ファウスト8世）
- 十二国記 -紅蓮の標 黄塵の路-（景麒）
- 新世紀エヴァンゲリオン2（青葉シゲル）
- 新世紀エヴァンゲリオン 鋼鉄のガールフレンド2nd（青葉シゲル）
- スーパーロボット大戦Scramble Commander（ゼクス・マーキス）
- 第2次スーパーロボット大戦α（ゼクス・マーキス）
- まほろまてぃっく 萌っと≠きらきらメイドさん。（リューガ / 流河涛）
- ワイルドアームズ アルターコード:エフ（ゼット）
- 麻雀飛竜伝説 天牌（沖本瞬）

2004年
- 機神咆吼デモンベイン（ウィンフィールド）
- 機動戦士ガンダムSEED 終わらない明日へ（ムウ・ラ・フラガ / ネオ・ロアノーク）
- 機動戦士ガンダムSEED DESTINY（ムウ・ラ・フラガ）
- ケロロ軍曹 メロメロバトルロイヤル（クルル曹長）
- シャーマンキング ふんばりスピリッツ（ファウスト8世）
- シャドウハーツII（ニコラス・コンラド）
- 十二国記 -赫々たる王道 紅緑の羽化-（景麒）
- 好きなものは好きだからしょうがない!!（夜）
- ゼノサーガ フリークス（トニー）
- ゼノサーガ エピソードII［善悪の彼岸］（トニー）
- Backlash 恋のエキゾースト・ヒート（加賀見慧、加賀見琉）
- 幕末恋華 花柳剣士伝（庵）
- フルハウスキス（英二郎）
- ボボボーボ・ボーボボ 9極戦士ギャグ融合（ボボボーボ・ボーボボ）
- ボボボーボ・ボーボボ 爆闘ハジケ大戦（ボボボーボ・ボーボボ）
- マイネリーベ〜優美なる記憶〜（アイザック）
- マグナカルタ（ラウル〈アンソニー・ラベル〉）
- Remember11 -the age of infinity-（優希堂悟）

2005年
- Another Century's Episode（ゼクス・マーキス）
- 家族計画 〜心の絆〜（劉家輝）
- 機動戦士ガンダムSEED 連合vs.Z.A.F.T.（ムウ・ラ・フラガ）
- 機動戦士ガンダムSEED DESTINY GENERATION of C.E.（ムウ・ラ・フラガ / ネオ・ロアノーク）
- キングダム ハーツII（サイファー）
- ケロロ軍曹 メロメロバトルロイヤルZ（クルル曹長）
- サクラ大戦V 〜さらば愛しき人よ〜（加山雄一）
- シャイニング・フォース ネオ（クライン）
- 新世紀勇者大戦
- 新選組群狼伝（土方歳三）
- 戦国BASARA（2005年 - 2016年、猿飛佐助） - 10作品
- 第3次スーパーロボット大戦α 終焉の銀河へ（ゼクス・マーキス、ガムリン木崎、ムウ・ラ・フラガ）
- テイルズ オブ ジ アビス（ジェイド・カーティス）
- NANA（一ノ瀬巧）
- ファントム・キングダム（魔王ゼタ）
- FESTA!! -HYPER GIRLS POP-（広原翔）
- ニード・フォー・スピード モスト・ウォンテッド（レーザー）
- ボボボーボ・ボーボボ 脱出!!ハジケ・ロワイヤル（ボボボーボ・ボーボボ）
- 魔探偵ロキ RAGNAROK 魔妖画 〜失われた微笑〜（フレイ）
- 水の旋律（2005年 - 2006年、桐原拓哉） - 2作品
- 武蔵伝II ブレイドマスター（ガンドレイク）
- 夜刀姫斬鬼行（桐生隆征）
- ラジアータ ストーリーズ（レザードヴァレス）
- ワイルドアームズ ザ フォースデトネイター（ゼット、スパルトイ）
- ONE PIECE グラバト! RUSH（青雉 / クザン）
- ONE PIECE パイレーツカーニバル（青雉 / クザン）
- ONE PIECE（2005年 - 2014年、青雉 / クザン） - 4作品

2006年
- Another Century's Episode 2（ゼクス・マーキス）
- アラビアンズ・ロスト（ジャレッド＝バルザザール）
- EVE new generation（天城小次郎）
- ヴァルキリープロファイル レナス（レザード・ヴァレス）
- ヴァルキリープロファイル2 シルメリア（レザード・ヴァレス）
- うえきの法則 倒すぜロベルト十団!!（李崩）
- 英雄伝説VI 空の軌跡（2006年 - 2007年、オリビエ・レンハイム） - 3作品
- カオスウォーズ（ニコル/土方歳三）
- 機神飛翔デモンベイン（ウィンフィールド）
- 機動戦士ガンダムSEED DESTINY 連合vs.Z.A.F.T.II（ムウ・ラ・フラガ / ネオ・ロアノーク）
- 機動戦士ガンダムSEED DESTINY 連合vs.Z.A.F.T.II PLUS（ムウ・ラ・フラガ / ネオ・ロアノーク）
- サモンナイト4（シンゲン）
- シークレット オブ エヴァンゲリオン（青葉シゲル）
- 新世紀エヴァンゲリオン 鋼鉄のガールフレンド 特別編（青葉シゲル）
- 新世紀エヴァンゲリオン2 造られしセカイ -another cases-（青葉シゲル）
- ゼノサーガI・II（トニー）
- ゼノサーガ エピソードIII［ツァラトゥストラはかく語りき］（トニー）
- 超劇場版ケロロ軍曹 演習だヨ!全員集合（2006年 - 2007年、クルル曹長） - 2作品
- 天外魔境 ZIRIA〜遥かなるジパング〜（オロチ丸）
- 任侠伝 渡世人一代記（風来の蓮次）
- パレドゥレーヌ（エヴァンジル）
- ひぐらしデイブレイク（赤坂衛）
- マイネリーベII 誇りと正義と愛（アイザック）
- 魔界戦記ディスガイア2（斧雪、ウサギさん、ゼタ様、ニジグンジョウ、侍、カオスソルジャー）
- マブラヴ 全年齢版（沙霧尚哉、一文字鷹嘴）
  - マブラヴ オルタネイティヴ 全年齢版（沙霧尚哉、一文字鷹嘴）

- ミステリート 〜八十神かおるの事件ファイル〜（悪行双麻）
- るろうに剣心 -明治剣客浪漫譚- 炎上!京都輪廻（仲）
- ワイルドアームズ ザ フィフスヴァンガード（スパルトイ）

2007年
- Another Century's Episode 3 THE FINAL（アスハム・ブーン、ギム・ギンガナム）
- ASH -ARCHAIC SEALED HEAT-（ダン）
- アルトネリコ2 世界に響く少女たちの創造詩（アルフマン・ウラノス）
- ウィル・オ・ウィスプ（2007年 - 2009年、イグニス） - 4作品
- うわさの翠くん!!（2007年 - 2008年、池袋龍也） - 2作品
- オペレーション・ダークネス（ルイス・カントン）
- 株トレーダー瞬（ベネフィット）
- ガンダム無双（ミリアルド・ピースクラフト）
- 機動戦士ガンダムSEED 連合vs.Z.A.F.T. PORTABLE（ムウ・ラ・フラガ）
- Kingdom Under Fire : Circle Of Doom（ラインハルト）
- 銀魂 銀さんと一緒! ボクのかぶき町日記（高杉晋助）
- 銀魂 銀玉くえすと 銀さんが転職したり世界を救ったり（高杉晋助）
- 銀魂 万事屋ちゅ〜ぶ ツッコマブル動画（高杉晋助）
- 恋姫†夢想 〜ドキッ☆乙女だらけの三国志演義〜（于吉）
- シークレット オブ エヴァンゲリオン ポータブル（青葉シゲル）
- スーパーロボット大戦OG ORIGINAL GENERATIONS（シュウ・シラカワ）
- スーパーロボット大戦Scramble Commander the 2nd（ゼクス・マーキス、ネオ・ロアノーク / ムウ・ラ・フラガ）
- スーパーロボット大戦OG外伝（シュウ・シラカワ）
- 聖闘士星矢 冥王ハーデス十二宮編（ラダマンティス）
- DEAR My SUN!!〜ムスコ★育成★狂騒曲〜（MELODY）
- テイルズ オブ ファンダム Vol.2（ジェイド・カーティス）
- ハートの国のアリス 〜Wonderful Wonder World〜（ユリウス＝モンレー）
- BINGO GALAXY（ゲーム進行・ナレーター）
- Myself ; Yourself（若月修輔）
- 遊☆戯☆王デュエルモンスターズGX タッグフォース2（斎王琢磨）
- リーズのアトリエ 〜オルドールの錬金術士〜（エイリー・ミッター）
- 名探偵エヴァンゲリオン（青葉シゲル）
- ONE PIECE アンリミテッドアドベンチャー（青雉 / クザン）

2008年
- ガンダム無双2（ミリアルド・ピースクラフト、ギム・ギンガナム）
- クイズマジックアカデミー（2008年 - 2010年、セリオス） - 2作品
- ゲットアンプド2（ファビクロ）
- ドラマチックダンジョン サクラ大戦 〜君あるがため〜（加山雄一）
- スーパーロボット大戦A PORTABLE（ゼクス・マーキス）
- スーパーロボット大戦Z（ギム・ギンガナム、アスハム・ブーン、ネオ・ロアノーク / ムウ・ラ・フラガ）
- 超劇場版ケロロ軍曹3 天空大冒険であります!（クルル曹長）
- ヴァンテージマスターポータブル（オリビエ）
- 魔界戦記ディスガイア3（ゼタ） - DLC追加キャラクター
- マクロスエースフロンティア（ガムリン木崎）
- 魔人探偵脳噛ネウロ（脳噛ネウロ） - 2作品
- ミステリート（悪行双麻） - 2作品
- 遊☆戯☆王デュエルモンスターズGX タッグフォース3（斎王琢磨）
- Real Rode -リアルロデ-（2008年 - 2011年、アンク） - 2作品
- LUX-PAIN（リュウ・イー）
- Wonderland ONLINE -聖殿の守護者-（サールス）
- ONE PIECE アンリミテッドクルーズ エピソード1 -波に揺れる秘宝-（青雉 / クザン）

2009年
- アークライズファンタジア（ヴァイス・ドナ・メリディア）
- アイドルマスターシリーズ（2009年 - 2024年、黒井社長〈黒井崇男〉） - 8作品
- 機動戦士ガンダム ガンダムVS.ガンダムNEXT（ゼクス・マーキス / ミリアルド・ピースクラフト、ギム・ギンガナム、ムウ・ラ・フラガ）
- The Tower of AION（システムボイス〈男2〉、キャラクターボイス〈男3〉）
- ジョーカーの国のアリス 〜Wonderful Wonder World〜（ユリウス＝モンレー）
- スーパーロボット大戦NEO（安倍晴明）
- ソウルイーター バトルレゾナンス（エクスカリバー）
- 超劇場版ケロロ軍曹 撃侵ドラゴンウォリアーズであります!（クルル曹長）
- テイルズ オブ ザ ワールド レディアント マイソロジー2（ジェイド・カーティス）
- テイルズ オブ バーサス（ジェイド・カーティス）
- 闘真伝（モーリッツ・ウルリッヒ）
- 伯爵と妖精 〜夢と絆に想いを馳せて〜（ケルピー）
- 不確定世界の探偵紳士〜悪行双麻の事件ファイル（悪行双麻）
- Myself ; Yourself それぞれのfinale（若月修輔）
- マクロスアルティメットフロンティア（ガムリン木崎）
- メタルファイト ベイブレード（2009年 - 2018年、大道寺、ファイ） - 6作品
- ロザリオとバンパイア CAPU2 恋と夢の狂想曲（こーちゃん）
- ONE PIECE ワンピーベリーマッチ（青雉 / クザン）

2010年
- アニバーサリーの国のアリス 〜Wonderful Wonder World〜（ユリウス＝モンレー）
- イースvs.空の軌跡 オルタナティブ・サーガ（オリビエ・レンハイム）
- 裏切りは僕の名前を知っている -黄昏に堕ちた祈り-（祗王天白）
- エンド オブ エタニティ（サリヴァン）
- ガンダム無双3（ミリアルド・ピースクラフト、ギム・ギンガナム）
- 機動戦士ガンダム エクストリームバーサス（2010年 - 2016年、ミリアルド・ピースクラフト / ゼクス・マーキス、ギム・ギンガナム） - 5作品
- ケロロRPG 騎士と武者と伝説の海賊（クルル曹長）
- スーパーロボット大戦OGサーガ 魔装機神 THE LORD OF ELEMENTAL（シュウ・シラカワ）
- ときめきメモリアル Girl's Side 3rd Story（氷室零一）
- ファントム・ブレイブ PORTABLE（魔王ゼタ）
- プリンセスラバー! 〜Eternal Love For My Lady〜（ヴィンセント＝ファン・ホッセン）
- 北斗無双（レイ）
- ONE PIECE ギガントバトル!（青雉 / クザン）

2011年
- キャサリン（ジョニー・アリガ）
- 忍道2 散華（柏樹のシュウ）
- 聖闘士星矢戦記（ワイバーン ラダマンティス）
- 第2次スーパーロボット大戦Z 破界篇 / 再世篇（2011年 - 2012年、ゼクス・マーキス / ミリアルド・ピースクラフト、ガムリン木崎） - 2作品
- テイルズ オブ ザ ワールド レディアント マイソロジー3（ジェイド・カーティス、ヒーローボイス）
- ノーラと刻の工房 霧の森の魔女（ユカ・ワルタネン、エスポウ・クイン、コッコ）
- ファントム・キングダム PORTABLE（魔王ゼタ）
- 文明開華 葵座異聞録（三遊亭宝船）
- ペルソナ2 罪 INNOCENT SIN（主人公〈周防達哉〉）
- マクロストライアングルフロンティア（ガムリン木崎）
- メルルのアトリエ 〜アーランドの錬金術士3〜（ルーフェス・フォールケン）
- ロード オブ アポカリプス（ヴァーミリオン）
- ONE PIECE アンリミテッドクルーズ スペシャル（青雉 / クザン）
- ONE PIECE ギガントバトル! 2 新世界（青雉 / クザン）

2012年
- エクストルーパーズ（ギンギラ）
- ガンスリンガー ストラトス（2012年 - 2014年、アーロン・バロウズ） - 2作品
- 機動戦士ガンダム オンライン（男性パイロット1）
- 機動戦士ガンダムSEED BATTLE DESTINY（ムウ・ラ・フラガ / ネオ・ロアノーク）
- 源狼 GENROH（御影）
- 12時の鐘とシンデレラ〜Halloween Wedding〜（ギルバート＝クロイス）
- 真・北斗無双（レイ）
- スーパーロボット大戦OGサーガ 魔装機神II REVELATION OF EVIL GOD（シュウ・シラカワ）
- 第2次スーパーロボット大戦OG（シュウ・シラカワ）
- ダイヤの国のアリス 〜Wonderful Wonder World〜（ユリウス＝モンレー）
- ヒーローズファンタジア（クルル曹長）
- ファイアーエムブレム 覚醒（ロンクー、ファウダー）
- ブレイブリーデフォルト（2012年  - 2013年、エタルニア公国元帥） - 2作品
- 文明開華 葵座異聞録 再演（三遊亭宝船）
- ペルソナ2 罰 ETERNAL PUNISHMENT（周防達哉）
- 迷宮塔路レガシスタ（フォルクス・ザイード）
- ラビリンスの彼方（封印されし者）
- ワンピース 海賊無双（2012年 - 2020年、青雉 / クザン） - 4作品
- ワンピース ROMANCE DAWN 冒険の夜明け（青雉 / クザン）

2013年
- ArcheAge（エルフ・男性）
- 英雄伝説 閃の軌跡（2013年 - 2017年、オリヴァルト皇子） - 4作品
- 境界線上のホライゾン PORTABLE（ シロジロ・ベルトーニ ）
- 銀魂のすごろく（高杉晋助）
- ジョジョの奇妙な冒険 オールスターバトル（ディオ・ブランドー / DIO、Dio）
- 神撃のバハムート（ルシウス、エミリアの父）
- 新装版 ハートの国のアリス 〜Wonderful Wonder World〜（ユリウス＝モンレー）
- スーパーロボット大戦OG INFINITE BATTLE（シュウ・シラカワ）
- スーパーロボット大戦OGサーガ 魔装機神III PRIDE OF JUSTICE（シュウ・シラカワ）
- スーパーロボット大戦OG ダークプリズン（シュウ・シラカワ）
- スーパーロボット大戦Operation Extend（ゼクス・マーキス、クルル曹長）
- スーパーロボット大戦UX（ウィンフィールド）
- 聖闘士星矢 ブレイブ・ソルジャーズ（ラダマンティス）
- ソードアート・オンライン -インフィニティ・モーメント-（アルベリヒ）
- ダイヤの国のアリス 〜Wonderful Mirror World〜（ユリウス＝モンレー）
- デート・ア・ライブ 凜祢ユートピア（神無月恭平）
- トリコ アルティメットサバイバル（レックス）
- HEROES' VS（ターンX）
- Fate/EXTRA CCC（アンデルセン）
- Princess Arthur（トリスタン）
- MIND≒0（緒方洋一）
- マブラヴ オルタネイティヴ トータル・イクリプス（一文字鷹嘴）
- マクロス30 銀河を繋ぐ歌声（ガムリン木崎）
- メルルのアトリエ Plus 〜アーランドの錬金術士3〜（ルーフェス・フォールケン）
- ロミオVSジュリエット（ベンヴォーリオ＝モンタギュー）
- ONE PIECE アンリミテッドワールド レッド（青雉 / クザン）

2014年
- アラビアンズ・ダウト〜The engagement on desert〜（ジャレッド＝バルザザール）
- 神様と運命覚醒のクロステーゼ（狗神ヒエン）
- GUILTY GEAR Xrd SIGN（ザトー＝ONE）
- クイズマジックアカデミー 天の学舎（セリオス）
- グランブルーファンタジー（2014年 - 2025年、ルシウス、ボボボーボ・ボーボボ、高杉晋助、ナギ・スプリングフィールド、星晶獣ズルワーン）
- コアマスターズ（ステルロン）
- ザ・クルー（アレックス）
- 三国志英歌
- ジェイスターズ ビクトリーバーサス（ボボボーボ・ボーボボ、脳噛ネウロ）
- ジョジョの奇妙な冒険 スターダストシューターズ（DIO）
- 白猫プロジェクト（2014年 - 2016年、ジェガル・クォン、ヴィルフリート・オルクス、ちび太、ジュダ・バル・アーウェルサ）
- スーパーロボット大戦OGサーガ 魔装機神F COFFIN OF THE END（シュウ・シラカワ）
- スカイ・ロア（ジェイソン）
- ソードアート・オンライン -ホロウ・フラグメント-（アルベリヒ）
- 第3次スーパーロボット大戦Z 時獄篇 / 天獄篇（2014年 - 2015年、ゼクス・マーキス、ガムリン・木崎、ザイード） - 2作品
- テイルズ オブ ザ ワールド レーヴ ユナイティア（ジェイド・カーティス）
- デート・ア・ライブ 或守インストール（神無月恭平）
- ハートの国のアリス 〜Wonderful Twin World〜（ユリウス＝モンレー）
- 藤子・F・不二雄キャラクターズ 大集合!SFドタバタパーティー!!（効果音ボイス）
- ベヨネッタ2（仮面の賢者 / バルドル、男性市民A）
- ロミオ&ジュリエット（ベンヴォーリオ＝モンタギュー）

2015年
- アンジェリーク ルトゥール（夢の守護聖オリヴィエ）
- イグジストアーカイヴ -The Other Side of the Sky-（ヤマトガ）
- 【18】 キミト ツナガル パズル（神崎カツミ）
- ECHO OF SOUL（レギン）
- オルタンシア・サーガ -蒼の騎士団-（フェルナンド・オーベル、ベルトラン）
- 終わりのセラフ 運命の始まり（ルカル・ウェスカー）
- GUILTY GEAR Xrd -REVELATOR-（ザトー＝ONE）
- クイズRPG 魔法使いと黒猫のウィズ（2015年 - 2021年、クォ・ヴァディス、ヴィルフリート・オルクス、ガムリン・木崎、高杉晋助）
- 幻影異聞録♯FE（ナバール、ロンクー）
- 喧嘩番長6〜ソウル&ブラッド〜（御堂辰哉）
- 5人の恋プリンス 〜ヒミツの契約結婚〜（成瀬・ルカ・響）
- 食戟のソーマ 友情と絆の一皿（堂島銀）
- ジョジョの奇妙な冒険 アイズオブヘブン（ディオ・ブランドー / DIO / 天国に到達したDIO、ディエゴ・ブランドー / 平行世界から来たディエゴ）
- 聖闘士星矢 ソルジャーズ・ソウル（ラダマンティス）
- テイルズ オブ ゼスティリア（ルナール、ジェイド・カーティス）
- デート・ア・ライブ Twin Edition 凜緒リンカーネイション（神無月恭平）
- ドラゴンクエストVIII 空と海と大地と呪われし姫君（ドルマゲス）
- 薄桜鬼 真改 風ノ章（2015年 - 2016年、武田観柳斎） - 2作品
- BELIEVER!（エッフェナート）
- ファイアーエムブレムif（ゼロ）
- 妖怪ウォッチバスターズ 赤猫団/白犬隊（ぬらりひょん）
- Fate/Grand Order（2015年 - 2025年、ハンス・クリスチャン・アンデルセン、メフィストフェレス、オジマンディアス） - 2作品
- プリンセスコネクト!（オクトー）
- ブレイブリーセカンド（ブレイブ・リー）
- 魔界戦記ディスガイア5（レッドマグナス）

2016年
- アイカツ! フォトonステージ!!（星宮太一）
- ガールフレンド（仮）（悪桃男、悪オリーヴ）
- クリスタル オブ リユニオン（クー・フーリン）
- Shadowverse（ヴァルハラジェネラル、ゴブリンスレイヤー・ルシウス）
- 少女たちは荒野を目指す
- 白猫テニス（2016年 - 2017年、ヴィルフリート・オルクス、ジュダ）
- 蒼空のリベラシオン（ジェスラン）
- 妖怪ウォッチ3 スシ/テンプラ/スキヤキ（ぬらりひょん、ぬらり神、ワルノリン）
- 妖怪ウォッチ ぷにぷに（ぬらりひょん、ぬらり神、ワルノリン 他）
- ソードアート・オンライン メモリー・デフラグ（オベイロン）
- 空と大地のクロスノア（ウィザード）
- チェインクロニクル（2016年 - 2022年、バッカス、おじさん）
- モンスターストライク（2016年 - 2025年、ニルヴァーナ、ファウストVIII世、ジーク・イェーガー、DIO、伏黒甚爾、ムウ、ミリアルド・ピースクラフト、クレイマン）
- ノラネコと恋の錬金術（スノー）
- ファンタシースターオンライン2（オフィエル＝ハーバート、男性追加ボイス93）
- ブレス オブ ファイア6 白竜の守護者たち（マサムネ）
- Mighty No. 9（Mr.グラハム）
- 黎冥学園生徒会 〜天魔の末裔と禁断の果実〜（剣持マサキ）
- 文豪とアルケミスト（幸田露伴）
- ONE PIECE トレジャークルーズ（青雉 / クザン）

2017年
- ファイアーエムブレム ヒーローズ（2017年 - 2025年、ナバール、セーバー、レヴィン、パント、ロンクー、ゼロ、セテス、ファウダー、カゲツ）
- 陰陽師（提灯お化け、荒川の主）
- アクセル・ワールド VS ソードアート・オンライン 千年の黄昏（オベイロン）
- テイルズ オブ ザ レイズ（2017年 - 2022年、ジェイド・カーティス、レザード・ヴァレス、高杉晋助、クルル曹長）
- Re:ゼロから始める異世界生活 -DEATH OR KISS-（ロズワール・L・メイザース）
- ファイアーエムブレム Echoes もうひとりの英雄王（セーバー）
- ヴァルキリーアナトミア -ジ・オリジン-（レザード・ヴァレス）
- 黒騎士と白の魔王（ルーガル）
- ガンダムバーサス（ミリアルド・ピースクラフト / ゼクス・マーキス、ギム・ギンガナム、ムウ・ラ・フラガ）
- キャプテン翼 〜たたかえドリームチーム〜（リバウール）
- スタンドマイヒーローズ（瀬尾鳴海）
- よるのないくに2 〜新月の花嫁〜（蒼血土怪魚 ジョー、蒼血聖像 ダビデ）
- コード・オブ・ジョーカー ECHOES（レオン・ベルクマン）
- ファイアーエムブレム無双（ナバール、ファウダー、ゼロ）
- 真・女神転生 DEEP STRANGE JOURNEY（アーサー）
- セブンナイツ（メルキル）
- ディシディア ファイナルファンタジー オペラオムニア（サイファー・アルマシー）
- 龍が如く 極2（飯渕圭）
- 妖怪ウォッチバスターズ2 秘宝伝説バンバラヤー ソード/マグナム（ぬらりひょん、ぬらり神、ワルノリン）
- リディー&スールのアトリエ 〜不思議な絵画の錬金術士〜（ロジェ・マーレン）
- スターオーシャン:アナムネシス（レザード・ヴァレス）
- 遊戯王 デュエルリンクス（パンドラ、斎王琢磨）
- ドラゴンクエストライバルズ（ドルマゲス）
- ヴァルキリーアナトミア -ジ・オリジン-（レザード・ヴァレス、狂乱の超越者レザード、執着の贋翼レザード、惨禍の狂神レザード）

2018年
- 妖怪三国志 国盗りウォーズ（ぬらりひょん、ぬらり神、ワルノリン）
- 機動戦隊アイアンサーガ（2018年 - 2021年、シヴァージー、バーブ、バイロン、相羽シンヤ）
- 銀魂乱舞（高杉晋助）
- 歌マクロス スマホDeカルチャー（ガムリン・木崎）
- プリンセスコネクト！Re:Dive（2018年 - 2024年、オクトー）
- スーパーロボット大戦X-Ω（2018年 - 2020年、シュウ・シラカワ、ギム・ギンガナム）
- 進撃の巨人2（獣の巨人）
- スーパーロボット大戦X（ゼクス・マーキス）
- ワンダーグラビティ 〜ピノと重力使い〜（アルトゥロ）
- トリプルモンスターズ（サイモン）
- ネギマテ UQ HOLDER! 〜魔法先生ネギま!2〜（ナギ・スプリングフィールド）
- 参千世界遊戯 〜Re Multi Universe Myself〜（ライコウ）
- IDOL FANTASY - アイドルファンタジー -（蕃遥人）
- DREAM!ing（桐谷洋介）
- グリムノーツ Repage（レザード）
- アルテイルNEO（デュランダル）
- 機動戦士ガンダム エクストリームバーサス2（2018年 - 2025年、ミリアルド・ピースクラフト / ゼクス・マーキス、ギム・ギンガナム、ムウ・ラ・フラガ） - 4作品
- 夢間集（神彫）

2019年
- 共闘ことばRPG コトダマン（2019年 - 2023年、ネタミ、ジーク・イェーガー / 獣の巨人、高杉晋助、ボボボーボ・ボーボボ、伏黒甚爾）
- JUMP FORCE（DIO）
- MASS FOR THE DEAD（ニグン・グリッド・ルーイン）
- ラングリッサー モバイル（アルテミュラー、ジュグラー、オリビエ）
- EVE rebirth terror（天城小次郎）
- 妖怪ウォッチ4 ぼくらは同じ空を見上げている / 4++（女郎蜘蛛に捕らわれたイケメン達、ぬらりひょん、ワルノリン、トレジャー田中）
- 戦国BASARA バトルパーティー（猿飛佐助）
- とある魔術の禁書目録 幻想収束（騎士団長）
- ファイアーエムブレム 風花雪月（セテス）
- 妖怪餐廳（木狼）
- 時の歌-終焉なきソナタ-（モレディア）
- ジョジョのピタパタポップ（ディオ・ブランドー / DIO）
- IdentityV 第五人格（オフェンス / ウィリアム・エリス）
- ジョジョの奇妙な冒険 ラストサバイバー（2019年 - 2021年、DIO / DIO〈最高にハイver.〉）

2020年
- 東京放課後サモナーズ（テスカトリポカ）
- 妖怪学園Y 〜ワイワイ学園生活〜（ぬらりひょん）
- スーパーロボット大戦DD（2020年 - 2024年、ゼクス・マーキス、ラミア、ネオ・ロアノーク、シュウ・シラカワ）
- Re:ゼロから始める異世界生活 Lost in Memories（ロズワール・L・メイザース）
- KAMEN RIDER memory of heroez（ゼウス・ドーパント）
- アサシン クリード ヴァルハラ（アルフレッド）
- イリュージョンコネクト（べレヌス）
- 真・北斗無双 アプリ版（レイ）

2021年
- ぷよぷよ!!クエスト（高杉晋助）
- Re:ゼロから始める異世界生活 偽りの王選候補（ロズワール・L・メイザース）
- バディミッション BOND（フウガ）
- ジャックジャンヌ（中座秋吏）
- ソード＆ブレイド（岳不群）
- GUILTY GEAR -STRIVE-（ザトー＝ONE）
- Caligula2（ブラフマン）
- シドニアの騎士 掌位ノ絆（落合）
- クッキーラン: キングダム（忍者味クッキー）
- ＃コンパス 戦闘摂理解析システム（イグニス＝ウィル＝ウィスプ）
- 鬼滅の刃 ヒノカミ血風譚（手鬼）
- ラグナドール 妖しき皇帝と終焉の夜叉姫（隠神刑部）
- スーパーロボット大戦30（ビクティム、ラミア）
- 北斗の拳 LEGENDS ReVIVE（流飛燕）
- グランサガ（ゼルカ）
- カウンターサイド（マシーン-甲-）

2022年
- 夢職人と忘れじの黒い妖精（オスカー）
- トライアングルストラテジー（マクスウェル・トライア）
- EVE ghost enemies（天城小次郎）
- マフィア42（医師）
- ファイアーエムブレム無双 風花雪月（セテス）
- SDガンダム バトルアライアンス（ギム・ギンガナム、ミリアルド・ピースクラフト / ゼクス・マーキス、ムウ・ラ・フラガ / ネオ・ロアノーク）
- ジョジョの奇妙な冒険 オールスターバトルR（2022年 - 2023年、ディオ・ブランドー / DIO、ディエゴ・ブランドー / 並行世界から来たディエゴ）
- 機動戦士ガンダム アーセナルベース（2022年 - 2025年、ギム・ギンガナム、ゼクス・マーキス / ミリアルド・ピースクラフト、ムウ・ラ・フラガ）
- 勝利の女神:NIKKE（マスタング）
- パズル&ドラゴンズ（2022年 - 2023年、ディオ・ブランドー / DIO、ゼクス・マーキス）

2023年
- ONE PIECE ODYSSEY（青雉 / クザン）
- ファイアーエムブレム エンゲージ（カゲツ）
- ストリートファイター6（カルロス宮本）
- BATSUGUN EXAレーベル（アイスマン）
- 刀剣乱舞 ONLINE（2023年 - 2024年、実休光忠）
- 超探偵事件簿 レインコード（ヤコウ フーリオ）
- ライブ・ア・ヒーロー！（テオレオール）
- スペードの国のアリス 〜Wonderful Black World〜（ユリウス＝モンレー）
- インフィニティ ストラッシュ ドラゴンクエスト ダイの大冒険（ミストバーン）

2024年
- 龍が如く8（山井豊）
- マクロス -Shooting Insight-（ガムリン・木崎）
- Rise of the Ronin（桂小五郎）
- 百英雄伝（ドクター・コキト、ユウゴ）
- 18TRIP（大黒理非人 / 直江校長）
- ライドカメンズ（ボルート）
- ガンダムブレイカー4（カオス）
- フェスティバトル（ヴィルフリート）
- 松尾製作所 異世界で工業男子に溺愛されて困ってます〜転生聖女カイゼン無双〜（レゾルバ）
- メタファー:リファンタジオ（モア / ナレーション）
- Wizardry Variants Daphne（シャグティス）
- 三國志8 REMAKE（諸葛亮）
- 箱庭開拓 ハムスターと太陽の里（みんね）

2025年
- BLEACH Rebirth of Souls（ペッシェ・ガティーシェ）
- ファンタジーライフi グルグルの竜と時を盗む少女（クラウス、グルッチェ）
- RAIDOU Remastered: 超力兵団奇譚（鳴海）
- ユミアのアトリエ 〜追憶の錬金術士と幻創の地〜（単眼鏡の狼男）
- ミステリート〜八十神かおるの挑戦！〜（悪行双麻）
- みんなのGOLF WORLD（ディーノ）
- 空の軌跡 the 1st（オリビエ・レンハイム）

### CD

#### ドラマCD
- アーシアン シリーズ（ラファエル）
- アニメ店長 シリーズ（道玄坂登也）
- アリーズ〜神話の星座宮〜（ミノース）
- アリソン ドラマCD版（カー・ベネディクト）
- アルスラーン戦記 シリーズ（ザンデ）
  - アルスラーン戦記5 征馬弧影
  - アルスラーン戦記6 風塵乱舞
  - アルスラーン戦記7 王都奪還
- アレサ 〜魔法人形のレクイエム〜（グレン）
- イース&空の軌跡vs.ヴァン・ジョー（イースvs.空の軌跡 オルタナティブ・サーガドラマCD同梱版、オリビエ・レンハイム）
- いつか天魔の黒ウサギ2 〜<<月>>が昇る昼休み〜（バールスクラ）
- いつでも召喚!サモンナイト4 Vol.1・2（シンゲン）
- EVE The Fatal Attraction（天城小次郎）
- 今様天狗綺譚 BLACK BIRD（鳥水匡）
- インベーダー・サマー（チンピラ）
- Weiß kreuz シリーズ（アヤ〈藤宮蘭〉、巴）
- ヴァンパイア騎士 ドラマCD版（黒主灰閻）
- ウィル・オ・ウィスプ ドラマCD 〜クリスマスの軌跡〜（イグニス）
- WATER
- 裏切りは僕の名前を知っている 1・2（祇王天白）
  - TVアニメーション「裏切りは僕の名前を知っている」オリジナルドラマCD3（祇王天白）
- 英雄伝説 空の軌跡 ドラマCD 〜去り行く決意〜（オリビエ・レンハイム）
- ETERNAL GUARDIAN〜聖戦士伝説〜（エオル）
- ALTERNATIVE
- お洒落小僧は花マルツ（国重穗高）
- 快感・フレーズ（大河内咲也）
- 学園特警デュカリオン（数奇屋橋寿）
- 革命前夜ルネッサンス（REN）
- カードマスター・アークエンジェル（マリクス）
- からっと!（ジェラルド）
- 火宵の月（土御門有匡）
- きくドラ第2弾 季節を抱きしめて（真二）
- 機工魔術士-enchanter- 前篇・後編（アドルフ）
- きゃんきゃんバニーエクストラ（ゆうじ）
- きらきら馨るシリーズ（陽朔）
- クラッシャーズKnight&Ran シリーズ（ラン）
- 紅蓮の夢（イヴン[488]）※茅田砂胡 全仕事1993-2013 特別版
- ケロロ軍曹 地球（ペコポン）侵略CD（クルル曹長）
  - ケロロ軍曹 宇宙でもっともギリギリなCD第1・3 - 5巻（クルル曹長〈1・3・5巻〉、骸〈4巻〉、探査員B〈5巻〉） - 第5巻の表紙の題字も担当。
- GOSICK -ゴシック-（ブロワ警部〈グレヴィール・ド・ブロワ〉）
- 秋桜の空に（江ノ尾忠介）
- 子供たちは夜の住人・ドラマ編（風の雷）
- 5人の恋プリンス 〜ヒミツの契約結婚〜 ドラマCD 第1巻（成瀬・ルカ・響[489]）
- 困った時には星に聞け!（奥野善也）
- コヤス 001 - 006
- 最終神話戦争イデアオペラ オリジナルドラマCD 第1章 罅割れたミュトス（帝釈天インドラ）
- ザ・キング・オブ・ファイターズシリーズ（矢吹真吾）
  - ザ・キング・オブ・ファイターズ'97 ドラマCD 〜激突編〜
  - SNKキャラクターズサウンズコレクション Vol.5 KOF'97キャラクターズドラマ SPECIAL EDITION
  - ザ・キング・オブ・ファイターズ'98 DREAM MATCH NEVER ENDS ドラマCD
  - ザ・キング・オブ・ファイターズ'99 ドラマCD
  - NEO・GEO DJ Station in ゲムドラナイト
- SAMURAI DEEPER KYOシリーズ
  - 独眼（ワン・アイド・ドラゴン）竜、吼える（ほたる、服部半蔵）
  - 侍学園2 炎の激闘・体育祭編!!（ほたる）
  - 侍学園3 燃えろ純情!修学旅行編!!（ほたる）
  - 陰陽殿への扉編 第壱巻『悪魔の眼』（ほたる）
  - 陰陽殿への扉編 第弐巻『氷炎の侍』（ほたる、徳川家康）
  - 陰陽殿への扉編 第参巻『天翔麒麟』（ほたる）
  - 陰陽殿への扉編 第四巻『朱雀対鶺鴒』（ほたる）
- CDドラマ 英雄伝説III 〜白き魔女〜（グース）
- GファンタジーコミックCDコレクション ファイアーエムブレム暗黒竜と光の剣（ナバール）
- The Epic of Zektbach Novel CD Series 〜Masinowa〜（ギジリ）
- 死と彼女とぼく（松実優作）
- シドニアの騎士（落合）※コミックス第13巻ドラマCD付き特装版
- 私立ジャスティス学園 ドラマアルバム 〜ねらわれた太陽学園 熱血死闘編〜（有瀬裕、教頭、男）
- 十二国記
  - 東の海神 西の滄海（朱衡）
  - 十二国記夢三章（景麒）
- シューピアリア（カガミ）
- 私立クレアール学園 学園祭で華になれ!（秋月秀一郎）
- 白い明日だ!ロケット団（モンド）
- 新花織高校恋愛サスペンス
  - 一度だけセレナーデ（黒田麗）
  - 恋人たちのパシォン（ジョゼ・オスカー・ジェッタ）
- スーパーロボット大戦ORIGINAL GENERATION THE SOUND CINEMA（シュウ・シラカワ）
- スターオーシャンEXシリーズ（ディアス・フラック）
- スノーダンス☆ショパン（花京院遙）
- 星刻の竜騎士 ドラマCD（ミルガウス）
- 聖獣伝承ダークエンジェル（筐）
- 青桃院学園風紀録シリーズ（御霊寺密）
- 絶対不発アトミックガール（市川官房長官）
- ゼノサーガOUTER FILE Vol.1 - 3（トニー）
- 仙界伝封神演義外伝 第参章（趙公明）
- 戦国BASARAシリーズ（猿飛佐助）
- 戦国武友伝 伍の巻 〜龍虎の邂逅〜（伊達政宗）
- Soul Link（新田和彦）
- SEX=LOVE2（立花涼）
- ソード・ワールド へっぽこーず ドラマCD 語れ!へっぽこ冒険ロード（ヒースクリフ・セイバーヘーゲン）
- ZOMBIE-LOAN ドラマCD版（鼈甲）
- DARK EDGE はじまりの予鈴 （土屋）
- タイムクライシス（シェルード・ガロ）
- 戦う!セバスチャン2（ルドルフ＝シュタイナー）
- TARAKO ぱっぱらパラダイス（グース）
- 地層階級王国〜まほろばの壁を越えて（ルーニ・シューイ）
- TWIN SIGNAL（パルス）
- DEAR My SUN!! キャラクターソング&メッセージCD 雷斗ver（MELODY）
- 停電少女と羽蟲のオーケストラ 第一楽章：蛍（銀影）
- テイルズ オブ ジ アビス（ジェイド・カーティス）
  - テイルズ オブ ジ アビス エピソード・ゼロ（ジェイド・カーティス）
- 天使×悪魔シリーズ（ウリエル）
- 天使禁猟区シリーズ（吉良朔夜 / ルシファー）
- 天上の虹（中大兄皇子 / 天智天皇）
- 天地無用!魎皇鬼'（ダッシュ）（プチプチ）
- 天然!絶滅ヒーロー!!（アスター）
- 東京騎士王国シリーズ（南黒須）
- DOG DAYS ドラマBOX vol.1（ロラン・マルティノッジ）
- となりの801ちゃん 2（N江）
- To LOVEる -とらぶる-（ザスティン）
- ドラマCD『DREAM!ing』 〜ぶらり！冬の東京観光！〜（2021年、桐谷洋介[490]）
- ドラマCD 幻想水滸伝 Vol.1・2（グレミオ）
- ドラマCD「デビルサマナー 葛葉ライドウ 対 隻眼化神」前・後編（鳴海）
- ニセコイ（クロード）※コミックス第9巻ドラマCD付同梱版[491]
- 猫でごめん! / コミックスオリジナルアルバム（瀨川勝）
- オリジナル戦国ドラマCD NOBUシリーズ（NOBU）
  - NOBU
  - HIDE（???）
  - YASU（官兵衛）
  - NOBU学園
  - NOBU学園〜二限目〜
- はーとふる彼氏シリーズ（岩峰舟）
  - はーとふる彼氏 ドラマCD プロローグ
  - はーとふる彼氏 ドラマCD 第一羽
- ハーメルンのバイオリン弾き（クラーリィ・ネッド）
- 獏狩りシリーズ（八神春彦）
  - 獏狩り
  - 獏狩り〜神和篇〜
- 伯爵と妖精シリーズ（ケルピー）
- 幕末志士の恋愛事情 シリーズ（大久保利通）
  - 幕末志士の恋愛事情 ドラマCD 〜姫こう夜伽 ひかる君の手〜
  - 幕末志士の恋愛事情 ドラマCD あまつ乙女の争奪さわぎ 〜ほろ酔い祇園の夢一夜〜[492]
- BUD BOY NACK5ラジメーションCD（妙香花仙 薫）
- はたらく魔王さま!（芦屋四郎）※電撃文庫MAGAZINEVol.18付録「豪華声優陣×第17回電撃小説大賞コラボCD」
- 破天荒遊戯（セラティード・アナディス）
- バトルガール藍（一条）
- 花ざかりの君たちへ（オスカー・M・姫島）
- 花より男子 CDブック版（美作あきら）
- 流行り神 ドラマCD（霧崎水明）
- 薔薇王の葬列（ウォリック[493]）※コミックス第7巻ドラマCDつき限定特装版
- Piece of T
- ひぐらしのなく頃にシリーズ ドラマCD版（赤坂衛）
- ひつじの涙（天馬彩人）
- ファイアーエムブレム 黎明編/紫嵐編（ナバール）
- ファイブ（中込充）
- Fateシリーズ（ライダー〈オジマンディアス〉）
  - Fate/Prototype 蒼銀のフラグメンツ Drama CD[494]
  - 劇場版 Fate/Grand Order -神聖円卓領域キャメロット- 後編 Paladin; Agateram 豪華版パンフレット付属「Character Radio CD」（2021年）
- ふしぎ遊戯 玄武開伝（ハーガス）
- プラネテスCD DRAMA "Sound Marks"（ユーリ・ミハイロコフ）
- プリンセスナイン 如月女子高野球部 CDドラマ 燃える対決!裸のナインたち（高杉宏樹[495]）
- フルメタル・パニック! SECOND MISSION（不破先輩）
- フルーツバスケット（草摩綾女）
- ブレス オブ ファイアIII ドラマアルバム（サント）
- ベターマン パノラマサウンドCD夜話（ベターマン・ラミア）
- ベルサイユのばら－忘れ得ぬ人・オスカル－（アラン）
- ペルソナ2 罪と罰 〜果てしなき青春〜（周防達哉）
  - PERSONA -trinity soul-（神郷諒）
- VELVET UNDERWORLD「Fragment story #0 “The Fool”」（A.Y.A）
- ペンギンゑにし 第一譚 - 第三譚 （市川忠正[496]） - 3作品
- ポーの一族 第3巻（オズワルド）
- POPS（三島岳志）
- マジナ! voice-MIX  〜コーライト〜 / 〜ソーダライト〜 / 〜フローライト〜（馬未塚清英） - 3作品
- 魔人探偵脳噛ネウロシリーズ（脳噛ネウロ）
  - 魔人探偵脳噛ネウロ ドラマCD
  - 魔人探偵脳噛ネウロ ドラマCD2
- 魔法先生ネギま! 〜白き翼 ALA ALBA〜言っておきたい事がある!（ナギ・スプリングフィールド）
  - 魔法先生ネギま!さらば愛しき紅き翼（ナギ・スプリングフィールド）
- まほデミー週番日誌シリーズ（デューク・カイル・カリオストロ）
- 真夜中の弥次さん喜多さん 愛と幻覚のセレナーデ（バーテン）
- マリーのアトリエ ドラマCD（クライス）
- 身代わり伯爵シリーズ（エドゥアルト）
  - 身代わり伯爵の冒険
  - 身代わり伯爵の結婚
  - 身代わり伯爵と秘密のデート ※The Beans VOL.13全員サービス
- Mr.FULLSWING（中宮紅印）
- 水の旋律シリーズ（桐原拓哉）
- ミッシングロード（律主）
- 蜜×蜜ドロップス（久喜絃青）
- メンズ校 1 - 4（野上英敏）
- モノクローム・ファクター ドラマCD版（白銀）
- 八雲立つ 新音盤物語（甕智彦）
- やさしい竜の殺し方 シリーズ（魔道王ダンタリオン）
- 悠久幻想曲シリーズ（1,2nd Album vol.1・vol.2,ensemble vol.2,悠久組曲 vol.1、アレフ・コールソン）
- 覇界王 〜ガオガイガー対ベターマン〜（2019年、ラミア、山じい）
  - side：ガオガイガー「number.EX 再-SAIKAI-」[497]
  - side：ベターマン「number.EX 求-PROPOSE-」[498]
- 勇者指令ダグオンシリーズ（広瀬海）
  - 〜スペシャルドラマ1〜「選挙で激突! トライダグオン」
  - 〜スペシャルドラマ2〜「サルガッソB級宇宙人十番勝負」
  - 〜スペシャルドラマ3〜「山海高校ミステリーツアー〜湯けむり美少女失踪事件」
  - CDシネマ1 〜春はあけぼの〜
  - CDシネマ2 〜夏のツー・ショット〜
  - CDシネマ3 〜それぞれの秋〜
  - CDシネマ4 〜冬、来たりなば…〜
  - スペシャルドラマ 〜いいやつ〜
  - スペシャルドラマ2 〜悪いやつ〜
- 機神咆吼デモンベインシリーズ（ウィンフィールド）
  - 機神咆吼デモンベイン ミニドラマCD volume.1 - 3
  - TVアニメーション「機神咆吼デモンベイン」ドラマCD Vol.1 - 2
- 妖怪アパートの幽雅な日常（フール）※コミックス第3巻ドラマCD付き特装版
- 螺湮城新伝 第一話 〜ヴルトゥームの章〜（キルヒコ）
- LOVELESS シリーズ（南律）
- るろうに剣心 -明治剣客浪漫譚-（宇治木）
- 恋愛イリュージョン（久我貴之）
- WILD HALFドラマアルバム  Encounter1 - 3（サルサ） - 3作品

#### BLCD
- アーサーズ・ガーディアン 黒盤（ダグラス・ボールドウィンJr.）
- 愛玩少年（黒羽男爵）
- 愛だけ足りない（宇都宮貴之）
- 愛と欲望は学園で（櫂国友）
- 間の楔II 〜NIGHTMARE〜（アイシャ）
  - 間の楔III 〜RESONANCE〜
- アナリストの憂鬱シリーズ（鳥海潤）
  -  愛と欲望の金融街
  - アナリストの憂鬱シリーズ2 恋のリスクは犯せない
  - アナリストの憂鬱シリーズ3 誘惑のターゲット・プライス
  - アナリストの憂鬱シリーズ4 愛のレイティングAAA
- 危ないシリーズ（瀬川伶司） 
  - 1 危ない修学旅行危
  - 2 危ないサマーバケイション
- 有栖川家の花嫁（有栖川誉）
- アンバサダーは夜に囁く (クリス)
- いとしのテディボーイ シリーズ（藤原豊）
- WEST END シリーズ（先生）
- 美しい男（ステラスタ）
- エゴイスト・プリンス（ハインツ）
- EGOISM（鈴呂昭二）
- YEBISUセレブリティーズ Grand Finale（神谷圭史）
- エンジェル・ゲーム（麻生司）
  - 堕天使ゲーム
- 渇愛（高見怜二）
  - 縛恋
- 幼馴染み（高藤明）
- お兄さんは生徒会長様（宮武河南）
- 彼は無慈悲な夜の帝王（西園寺黎）
- 可愛いひと。 シリーズ 1〜8（高根千尋）
- 鬼絆(きずな)  KIZUNA 彼方なる陽を求めて（陰陽師）
- 気まぐれ王子に気をつけろ（生駒万里）
- 気まぐれシェフの恋のレシピ（風真涼介）
- 記憶の風（高原秀一）
- 禁断の甘い果実（洋司、行平）
- くびすじに KISS〜香港夜曲（スタンリー馮）
- グラビテーション シリーズ（坂野）
- 幻想少年譚 月彦（藤村荘介）
- 恋からシリーズ 4 恋の夢さわぎ（遠野由樹・解説者）
- 恋が始まるケモノ耳（佐々倉亮介）
- 恋はいつも嵐のように（坂口東）
  - 恋はいつも嵐のように+（プラス）
- 豪華客船 シリーズ（エンツォ）
  - 豪華客船で恋は始まる 1 - 6
  - 豪華客船でときめきは始まる
- 交渉人は黙らない（兵頭寿悦）
  - 交渉人は疑わない
- 傲慢な龍の帝王（王光耀）
  - 傲慢な龍のしもべ
- ここでは密やかに（アカツキ）
- 子猫シリーズ外伝（海棠貴之） 
  - 1 紳士は夜に求愛する
  - 2 紳士は甘く略奪する
- 困った時には星に聞け!（奥野善也）
- SASRA 1（張鷹峻）
- 17才の密かな欲情（高村）
- 守護霊様に憑いてコイ（凪）
- 純情ナイト激戦区♥（浅香英）
  - 純情はぁと解放区♥
- 灼熱の夜に抱かれて（サイード）
- ショパン シリーズ（花京院遙）
  - ピンクのショパン
  - 仔猫のワルツ
  - 超絶技巧練習曲
  - スターライト☆ショパン
  - チェリーナイト☆ショパン
  - ビーチサイド☆ショパン
- しょせんケダモノ シリーズ
  - しょせんケダモノ（鷹司茉嶺 / 瑠璃光青竜王）
  - しょせんケダモノ2 妖狐、につまる（瑠璃光青竜王）
  - しょせんケダモノ 3 竜王の花嫁（瑠璃光青竜王）
  - しょせんケダモノ 特別編 竜王の花嫁特別編（祇王京一）
- じれったい口唇（沢渡肇）
- 寝室の鍵買います（犯人）
- 好きなものは好きだからしょうがない!! シリーズ（夜）
- GP学園生徒会執行部シリーズ（司堂叡智）
- SWEET〜彼の甘い甘い味〜（蓮乃辺凱朋）
- スウィートルームに愛の蜜（久世柾貴）
- ステディースタディ（飯島清史）
- ストロベリー・デカダン（尾花沢兼次）
- スリルがいっぱい（マイケル）
  - スリルがいっぱい 〜ファントム・アイ編〜
  - スリルがいっぱい 〜ローズ・ガーデン編〜
- 世紀末ダーリン2（大久保健司・オークボー）
- 生徒会長に忠告 1 - 2（阿久津）
- 誓約のうつり香（羽沢誓史）
- SEX PISTOLS（斑目米国）
- 千年経っても愛してる（国神明王）
- 是 -ZE- シリーズ（守夜）
  - 是 -ZE- 3 守夜&隆成篇
- せつない恋だぜ（久我雄二）
- 絶愛 DRAMAMIX 1993（泉拓人）
- 先生はダミー（笹山朝日）
- 先輩の焦れったい秘密（八城）
- その腕で溺れたい（佐原隼人）
- 第ニボタンください（阿久津直也）
- ダイヤモンドに口づけを (黒沢)
- 追憶のキスを君は奪う（渡辺森江）
- ツインズ シリーズ（三千院頼人）
  - ツインズ1 すきゃんだらす・ツインズ
  - ツインズ2 でんじゃらす・ツインズ
  - ツインズ2.5 もあでんじゃらすツインズ
  - ツインズ3 みすてりあす・ツインズ
  - ツインズ4 まぁべらすツインズ
- 月と砂漠の眠る夜（ハリール）
- 作る少年、食う男（ウィルフレッド）
  - 執事の受難と旦那様の秘密 上・下・番外編
- デコイ 囮鳥（火野一左）
  - デコイ 迷鳥
- デリバリーホストシリーズ（海棠貴之）
  - デリバリーホスト1 ホストなあいつ
  - デリバリーホスト2 秘書は艶然とうそをつく
- 天使の啼く夜（桐嶋東吾）
- 特別レッスンは真夜中に（三条彰人）
- 東京少年王・闇の貴公子参上（勅使河原遼太郎）
- ドラマティックな恋愛契約（真堂秀隆）
- 奴隷 シリーズ（瀬名祐介）
  - きみはかわいい僕の奴隷
  - あいつはキチクな俺の奴隷
  - きみは僕の恋の奴隷
  - Sでごめんね
  - みんなやっぱり恋の奴隷
- ドロシーの指輪（嵯峨新介）
- ナイト シリーズ（氷室龍之介）
  - ナイトはお熱いのがお好き1
  - ナイトは激しいのがお好き2
  - ナイトは妖しいのがお好き3
  - ナイトはすっごく妖しいのがお好き4
- 内科医のメランコリー（天生目高徳）
- 伯爵様は不埒なキスがお好き（遠山聖涼）
  - 伯爵様は危険な遊戯がお好き
  - 伯爵様は秘密の果実がお好き
  - 伯爵様は魅惑のハニーがお好き
- HELLO!! DOCTOR（加賀美卓）
- パパとKISS IN THE DARK シリーズ（宇都宮貴之）
- Punch↑ 1 - 4（牧志青）
- P.B.B.3 プレイボーイブルース（牧志青）
- BITTER 〜彼の密やかな接吻〜（蓮乃辺凱朋）
- 美男の殿堂 第1 - 第3パレス（周防帝）
- 秘密がある♥ シリーズ（白鳥麗音）
  - 男の子には秘密がある♥
  - 片想いには秘密がある♥
  - 寝技には秘密がある♥
- ヒ.ミ.ツの家庭教師（天方康熙）
- 妖精学園フェアラルカ♥ シリーズ（ジル）
- ファインダーの標的（麻見隆一）
- 不実な恋ならたまらない -浪漫神示-（藤代氷楯）
- ブレックファースト・クラブ シリーズ（犬山広樹）
- 僕の銀狐（椿荘一）
- 僕のものになりなさい シリーズ（吉良巧介）
- 炎の行方（姫榊一真）
- 魔王 シリーズ（赦那）
  - ホンキの恋罪
  - シアワセの誘惑
- まなざしの誘惑（沢渡肇）
- ミス・キャスト シリーズ（アンドレイ・早見）
- Mr.シークレットフロア〜小説家の戯れなひびき〜（八神響）
- みずき先生 気をつけて1（鳳来寺達郎）
- 密約（黒河芳明）
- 眼鏡cafe GLASS シリーズ（砂地）
- 遊覧船（間宮悠）
- unison（桐生隆志）
- 百合ヶ丘学園シリーズ2 きみだけのプリンスになりたい（水城圭）
- 欲望の犬（幸田誠二）
- 嫁に来ないか（小早川一美）
- 略奪せよ シリーズ（レイノルズ、ノートン）
  - 略奪せよ
  - 君臨せよ
  - 征服せよ
- レオパード白書（真行寺只伴）
- LEVEL-C 快楽の方程式 シリーズ（篠原実）
- レンアイ・アラカルト（奧貫大司）
- 恋愛契約 ロマンティックな恋愛契約 1・2（真堂秀隆）
- 恋愛のスキル（結城）
- ワガママ王子シリーズ（マハティール）
  - ワガママ王子1 ワガママ王子にご用心!
  - ワガママ王子2 ワガママ王子に危険なキス
  - ワガママ王子3 ワガママ王子に甘い罠
- わがまま大王に気をつけろ（生駒万里）
- ワンダーBOY〜My Dear Wonder〜（柳生信ノ介）

### 吹き替え

#### 映画
- アプレンティス:ドナルド・トランプの創り方（ロイ・コーン〈ジェレミー・ストロング〉[499]）
- 生きてこそ  - ビデオ版
- インタビュー・ウィズ・ヴァンパイア（アーマンド〈アントニオ・バンデラス〉[500]） - BS10スターチャンネル版
- エンジェルゲーム（ブラッド〈アダム・バラッタ〉）
- 火山高（ソン・ハンニム〈クォン・サンウ〉） - VHS版
- キャッツ & ドッグス 地球最大の肉球大戦争（ルー〈ニール・パトリック・ハリス〉）
- クリフハンガー（ブレット） - 日本テレビ版
- 刑事ニコ/法の死角（ヤク中の男、難民の青年） - ソフト版
- 恋のスクランブル
- コクーン2/遥かなる地球
- 再会の街/ブライトライツ・ビッグシティ - VHS版
- サイレンサー 地球侵略（レーキン〈カルロス・ローチュー〉）
- ザ・フラッシュ/超音速のSF新ヒーロー誕生!
- G.I.ジョー:漆黒のスネークアイズ（鷹村〈平岳大〉[501]）
- ジェントルメン（ミッキー〈マシュー・マコノヒー〉[502]）
- ジャングル・ブック（モーグリ〈ジェイソン・スコット・リー〉）
- 勝利への旅立ち - テレビ朝日版
- スウィング・キッズ/引き裂かれた青春（トーマス・バーガー〈クリスチャン・ベール〉[503]）
- スクービー・ドゥー（フレッド〈フレディ・プリンゼ・ジュニア〉）
  - スクービー・ドゥー2 モンスターパニック
- スター・ウォーズ エピソード5/帝国の逆襲（ダック・ラルター〈ジョン・モートン〉） - テレビ朝日版
- すべてをあなたに（ガイ・バターソン〈トム・エヴェレット・スコット〉）
- 聖石傳説（素還真、六大門派長老3）
- セント・オブ・ウーマン/夢の香り（ハリー・ハヴマイヤー〈ニコラス・サドラー〉）
- 続・赤毛のアン
- タイムマシン（アレクサンダー・ハーデゲン〈ガイ・ピアース〉） - DVD版
- 第27囚人戦車隊（フレデリック）
- ダブルドラゴン（ジミー・リー〈マーク・ダカスコス〉）
- チャイルド・プレイ チャッキーの種
- DCエクステンデッド・ユニバース
  - スーサイド・スクワッド（ジョーカー〈ジャレッド・レト〉[504]）
  - シャザム!（Dr.サデウス・シヴァナ〈マーク・ストロング〉[505]） - 劇場公開版
  - ジャスティス・リーグ:ザック・スナイダーカット（ジョーカー〈ジャレッド・レト〉[506]）
  - シャザム!〜神々の怒り〜（Dr.サデウス・シヴァナ〈マーク・ストロング〉[507]）
- デッドフォール（中国人のガンマン） - ソフト版
- デルタフォース3（ピエトロ） - ビデオ版
- トランスフォーマー/ビースト覚醒（オプティマスプライマル[508][509]）
- ドリスの恋愛妄想適齢期（ジョン・フレモント〈マックス・グリーンフィールド〉）
- パシフィック・リム: アップライジング（チュアン司令官〈マックス・チャン〉[510]）
- ハワード・ザ・ダック/暗黒魔王の陰謀（フィル〈ティム・ロビンス〉、ナレーション） - VOD版
- ビッグ（子供）
- ヒロイック・デュオ 英雄捜査線（ライ・サンチン〈レオン・ライ〉）
- フィフス・エレメント - 日本テレビ版
- フリー・ガイ（アントワン〈タイカ・ワイティティ〉[511]）
- プリティ・イン・ピンク/恋人たちの街角（ステッフ〈ジェームズ・スペイダー〉）
- ヘブンリー・キッド（レニー〈ジェイソン・ゲドリック〉）
- マーヴェリック（ジョニー・ハーディン〈マックス・パーリッチ〉） - ソフト版
- マーベル・シネマティック・ユニバース
  - ソー:ラブ&サンダー（ゴア〈クリスチャン・ベール〉[512]）
  - デッドプール&ウルヴァリン（ナイスプール〈ライアン・レイノルズ〉[513]）
  - ファンタスティック4:ファースト・ステップ（リード・リチャーズ / ミスター・ファンタスティック〈ペドロ・パスカル〉[514]）
- マダム・ウェブ（エゼキエル・シムズ〈タハール・ラヒム〉[515]）
- 待ちきれなくて…（マイク・デクスター〈ピーター・ファシネリ〉）
- ミステリー・デイト（トム・マクヒュー〈イーサン・ホーク〉） - テレビ東京版
- 誘惑の行方（リッキー〈マイケル・ルクレア〉）
- ラストエンペラー - テレビ朝日版
- リーサル・ウェポン2/炎の約束 - TBS版
- 霊幻少女 帰って来たテンテン（クマラ）
- レッド・ブロンクス（トニー） - DVD・ビデオ版

#### ドラマ
- アルフ #94（ロバート）
- アレックス・ライダー（ヤッセン・グレゴロヴィッチ〈トーマス・レヴィン〉[516]）
- アンジェラ 15歳の日々（カイル〈ジョニー・グリーン〉） - NHK版
- X-ファイル #414（ジェイソン）、#820, #821（ビリー・マイルズ）
- 寄生獣 -ザ・グレイ-（ソル・ガンウ〈ク・ギョファン[517]〉）
- CSI: ベガス2 #16（ロナルド・エドワード・ウィンター〈ダリ・インゴルフソン〉）
- 自由研究には向かない殺人（エリオット〈マシュー・ベイントン〉）
- 新スタートレック #91（ピープルズ少尉、ケニー・リン少尉）
- ストレイン 沈黙のエクリプス（ガブリエル・ボリバル〈ジャック・ケシー〉）
- ディック・フランシス・ミステリー 配当（ウィリアム〈カール・ハイデン〉） - NHK版
- フルハウス シーズン1 #18（スティーブ〈カーク・キャメロン〉）
- 炎のエマ #3（ビクター）
- 名探偵ポワロ #1 - NHK版
- メルローズ・プレイス（ビリー・キャンベル〈アンドリュー・シュー〉） - WOWOW版
- レジデント・エイリアン 〜宇宙からの訪問者〜（ハリー・ヴァンダースピーグル〈アラン・テュディック〉[518]）

#### アニメ
- 絵文字の国のジーン（うんちパパ[519]）
- OK K.O.! めざせヒーロー（レッド・ストライク）
- 劇場版 ムーミン 南の海で楽しいバカンス（スナフキン[520]）
- 西遊記 ヒーロー・イズ・バック（混沌[521]）
- 転生宗主の覇道譚 〜すべてを呑み込むサカナと這い上がる〜（白檀殊〈バイ･タンシュー〉[522][初出 26]）
- トランスフォーマーシリーズ
  - ビーストウォーズ 超生命体トランスフォーマー（コンボイ[523]）
    - CG版ビーストウォーズ 激突!ビースト戦士（コンボイ、予告編ナレーション）
    - ビーストウォーズII 超生命体トランスフォーマー ライオコンボイ危機一髪!（コンボイ、予告編ナレーション）
    - ビーストウォーズメタルス 超生命体トランスフォーマー（コンボイ）
    - CG版ビーストウォーズメタルス（コンボイ、予告編ナレーション）
    - ビーストウォーズメタルス コンボイ大変身!（パワードコンボイ）
    - 超生命体トランスフォーマー ビーストウォーズリターンズ（コンボイ）
    - ビーストウォーズ 超生命体トランスフォーマー アゲイン（コンボイ）

  - トランスフォーマー アニメイテッド（スピードキング）
  - トランスフォーマー アドベンチャー -マイクロンの章-（ラチェット）
  - トランスフォーマー サイバーバース（オプティマスプライム）
- バイオハザード デスアイランド（ディラン・ブレイク[524]）
- バットマン:ブレイブ&ボールド（プロフェッサー・ズーム）
- 星つなぎのエリオ（ユニバーサル・ユーザー・マニュアル[525]）
- マイリトルポニー〜トモダチは魔法〜（プリンスブルーブラッド）
- ムーミンパパの思い出（スナフキン、ヨクサル[526]）
- レゴバットマン ザ・ムービー（ジョーカー[527]）

### ラジオ
※はインターネット配信。
- マクロスワールド（1996年、TBSラジオ）
- BUD BOY（1996年、NACK5）
- ラジメーション勇者指令ダグオン（1996年 - 1997年、ラジオ日本、ラジオ大阪）
- 子安・氷上のゲムドラナイト（1996年 - 2001年、TBSラジオ）
- マクロス・ジェネレーション（1997年、TBSラジオ）
- 勇者王への道（1997年、文化放送）
- Weiß kreuz（1997年 - 1998年、KBS京都、TBCラジオ）
- 子安武人のらぶらぶ・少コミあいらんど（1998年 - 1999年、文化放送）
- アンジェリーク ファイアー・ドリームParadise（1999年、ラジオ日本、AM KOBE）
- メリーさんの子猫（1999年、ラジオ日本）
- 子安武人のPiece of T（文化放送）
- 子安武人のRadioMarine（1999年、AM KOBE）
- 子安・氷上のゲムドラA（2001年 - 2002年、TBSラジオ）
- 子安武人の花ゆめ気分でLaLaパーティー（2001年、文化放送）
- Weiß kreuz FM（2001年 - 2002年、エフエム秋田他）
- Weiß kreuz In the air/In Store（2002年 - 2003年、文化放送）
- 子安☆私市の 花ゆめチックにLaLaしましょ（2002年、文化放送）
- アニメ店長!子安・岩田のVOICEきゃらびぃ（2006年 - 2009年、アニメイトTV※）
- ペルソナ ラジオ（2008年、音泉※）
- ラジオ幻想水滸伝 集まれ! 108星!（2008年、KONAMI STATION※）
- DIGITAL DEVIL RADIO『アトラス・マニアクス』（2010年、アニメイトTV※）
- 戦国BASARA 俺様らじお。（2011年 - 2012年、音泉※）
- ペルソナ20th ANNIVERSARY ペルソナラジオ（2016年、音泉※）
- Radio18if〜キミト ツナガル ラジオ〜（2017年、音泉※）[528]
- 武人・光樹のKOYASU RADIO（2020年 - 、ラジ友※）[529]

### ラジオドラマ
- SUDA51'S SDATCHER（ロビン・グッドマン）
- 帰りたいサラリーマン（知的宇宙人 ウサンク星人カブレラ）[530]
  - サラリーマンBLACK（ウザクセイジ[531]）

### オーディオドラマ
- 蒼空のフロンティア 海神のイーグリット（カミロ・ベックマン[532]）

### デジタルコミック
- SPINET ギャラリーフェイク（2003年、藤田玲司）
- VOMIC めだかボックス（2010年、黒神真黒）
- ギンカとリューナ（2022年、ギンカ）[533]
- 大蛇に嫁いだ娘（2022年、大蛇）[534]

### ラジオ・トーク・朗読CD
- 愛のメッセージ集 告白
- 朗読CD 銀河鉄道の夜（語り / その他）
- 子安☆私市の花ゆめチックにLaLaしましょ
- 白い明日だ!ロケット団（モンド）
- 戦国武将物語〜大名編その弐〜（第二話「徳川家康物語」）
- 戦国武将物語外伝〜14の大名物語〜（徳川家康物語外伝「水はよく船を浮かべる。しかし、またよく覆す」）
- 幕末志士物語〜新選組編〜（「山南敬助物語」）
- 幕末志士物語外伝〜14の新選組&薩摩・長州編〜（「山南敬助物語外伝」）
- メリーさんの子猫

### CM
- スターフライヤー（CMと、機内「非常用設備のご案内」ナレーション）
- 東芝エレベータCM
- にとうしんでんCM
- ビーストウォーズメタルス 超生命体トランスフォーマー 玩具CM（ナレーター）
- モスバーガー TVCM 「カレーを愛する日本へ」篇（ナレーション）
- タカラ 勇者指令ダグオン 玩具CM（ナレーション）
- au TVCM 意識高すぎ!高杉くん「購買部」篇（特別版）（吹き替え）
- ゲオ TVCM ゲオウィンターキャンペーン2020
- 怪物の木こり（2023年、ナレーション[535]）
- トランスフォーマー/ビースト覚醒（2023年、予告編・タイトルコール[536]）

### パチンコ・パチスロ
- CRおしおきピラミッ伝 with丸高愛実（ツタン）
- Hard Boiled -グリフォンの幻影-（ジョニー）
- CR特命係長 只野仁／パチスロ特命係長 只野仁（只野仁）
- パチスロ蒼天の拳／ぱちんこCR蒼天の拳（流飛燕）
- ぱちんこCRサクラ大戦2（加山雄一）
- まじかる☆タルるートくん（原子つとむ）
- CR龍玉八犬伝（アシュラ）
- パチスロ（サミー）シティーハンター（冴羽獠）
- CRグラップラー刃牙（鎬 昴昇）
- CR魔法先生ネギま!（2017年、ナギ・スプリングフィールド[537]）
- Pうる星やつら〜ラムのLoveSong〜（2019年、面堂終太郎）

### テレビ番組
- ウッチャンナンチャンのやるならやらねば!（やるやらクエスト チャケ&ヤスカ物語 ナレーション）
- 天才てれびくんYOU（ナレーション）
- 天才てれびくんhello,（ライデェン）
- 木村多江の、いまさらですが…（ナレーション）
- つやめけ!みうみくん（えびニキ）
- 三星堆 中国 謎の古代文明（2024年5月11日、NHK BS） - ナレーション

### その他コンテンツ
- エヴァンゲリオンスペシャルナイト（ナレーション）
- カウントダウン☆テイルズ オブ（司会者ジェイド・カーティス）
- 映画「海月姫」特報（ナレーション）
- 5人の恋プリンス〜ヒミツの契約結婚〜（成瀬・ルカ・響[538]）
- ストリートファイターIIダッシュ 〜究極奥技編〜 ※ビデオ（最強キャラ決定戦実況、解説：大仁田厚）
- ストリートファイターIIダッシュターボ ※ビデオ（最強キャラ決定戦実況、解説：戸田誠司）
- 男子寮ヒミツのアイドル（桐生圭悟）
- レアバード★アドベンチャー 〜テイルズユニバース危機一髪!〜（ジェイド・カーティス）
- テイルズ オブ フェスティバル 2010・2012
- 東京エンカウント（アイキャッチに使用される過去ゲームの音声）
- 幕末志士の恋愛事情 iOS版（大久保利通[539]）
- ビーストウォーズ情報テレフォン（コンボイ）
- ビーストウォーズメタルス 超生命体トランスフォーマー 先取ひみつビデオ（コンボイ / ナレーター）
- ビバ☆テイルズ オブ（司会者ジェイド・カーティス）
- ぷよぷよ の〜てんSPECIAL（マミー）
- ラブマジ（鬼灯輝）
- LITS リッツシリーズ スキンケア・ボディケア編 店頭VP（ナレーション）
- 人形劇霹靂國際多媒體（PILI）--聖石傳說（素還真） 日語發行版
  - 重連合体ライナーダグオン
  - 超重連合体スーパーライナーダグオン
- 金融広報中央委員会 教育用ビデオ「お金は回る-くらしと金融-」（鈴木大輔）
- ファイアーエムブレム 英雄百歌 アペンドディスク（ナバール、ロンクー、ゼロ[540]）
- ファイアーエムブレム Direct 2017.1.19 （ナレーション）
- ファイアーエムブレム ヒーローズ「フェーちゃんねる」（2020年、フェーニックス局長）
- 体験探検ピカチュウ部!（2019年 - 、ナレーション[541]）
- Fate/Grand Order×リアル脱出ゲーム「謎特異点II ピラミッドからの脱出」（2019年、オジマンディアス[542]）
- ユニバーサル・スタジオ・ジャパン「NO LIMIT! ハロウィーン」（2021年、DJ X[543]）
- イグニス=ウィル=ウィスプ（2021年8月23日）
- 【まさかの公式コラボ】異世界おじさんが「ソニックフロンティア」プレイしてみた！（2022年、おじさん[544]）
- 【またまた公式コラボ！】異世界おじさんが『NGS』をプレイしてみた！（2023年、おじさん）
- 【3度目の公式】異世界おじさんが『ソニックスーパースターズ』をプレイしてみた！（2023年、おじさん）
- 『異世界ひろゆき』コミックス発売プロモーション動画（2022年、ひろゆき役[545]）
- 【春マン!!2024】ボーボボ達が「春マン!!」の見どころを鼻毛真拳と共に紹介！（2024年、ボボボーボ・ボーボボ[546]）
- Tonight with the Impressionists Paris 1874 -印象派画家と過ごす夜-（2025年、エドガー・ドガ[547]）

## 雑誌

### 著作
- アグノイア
- Z/ETA（佐野真砂輝&わたなべ京、幻冬舎） - これが切っ掛けで秋田書店『しらぬいものがたり〜葉華多妖異記〜』1巻の帯宣伝に寄稿している。

### 原作・原案
- Weiß kreuz（原作）
- Weiß Side B（原案）
- VELVET UNDER WORLD（原作）
- Lunar Pitris（ルナ・ピトリーズ）（原作、作画：浜田芽里、学研パブリッシング『アニメディア』掲載）
- Z/ETA ジータ（原作）
- アグノイア（原案）
- 腐敗の帝王（原案）

## ディスコグラフィ

### アルバム
| 発売日         | タイトル                           | 規格品番   | オリコン最高位 |
| -------------- | ---------------------------------- | ---------- | -------------- |
| 1992年10月28日 | Water                              |            |                |
| 1996年10月21日 | 愛のメッセージ集「告白」           | MMCL-1701  |                |
| 1999年5月21日  | メリーさんの子猫                   | VICL-60383 |                |
| 1999年12月1日  | ゲムドラ・ボーカルコレクションBEST | PCCB-00404 |                |
| 2000年5月13日  | Piece of T                         | MMCL-1001  |                |
| 2000年8月23日  | コヤス001                          | SCDC-00038 |                |
| 2000年10月18日 | コヤス002                          | SCDC-00044 |                |
| 2000年12月20日 | コヤス003                          | SCDC-00053 |                |
| 2001年1月31日  | STELLA                             | MMCL-1003  |                |
| 2001年2月21日  | コヤス004                          | SCDC-00067 |                |
| 2001年4月25日  | コヤス005                          | SCDC-00077 |                |
| 2001年6月20日  | コヤス006                          | SCDC-00114 |                |
| 2001年7月18日  | VERSUS-conte-                      | SCDC-00100 |                |
| 2001年8月1日   | バラシ                             | SCDC-00105 |                |
| 2001年12月5日  | White kiss                         | SCDC-00087 |                |

### キャラクターソング
| 発売日   | 商品名                                                                           | 歌 | 楽曲                                             | 備考                                                       |
| 1995年   | 1995年                                                                           | 1995年 | 1995年                                           | 1995年                                                     |
| -------- | -------------------------------------------------------------------------------- | --- | ------------------------------------------------ | ---------------------------------------------------------- |
| 8月21日  | 『ふしぎ遊戯』キャラクターズ・ヴォーカル・コレクション【3】星宿                  | 星宿（子安武人） | 「運命の星」 「僕の宇宙に君がいる」              | テレビアニメ『ふしぎ遊戯』関連曲                           |
| 1996年   |                                                                                  | |                                                  |                                                            |
| 2月28日  | 『ふしぎ遊戯』キャラクターズ・ヴォーカル・コレクション Special「青龍の逆襲篇!!」 | 星宿（子安武人） | 「伝言」                                         | テレビアニメ『ふしぎ遊戯』関連曲                           |
| 12月11日 | 魔法使いTai!の文化祭 歌と、ゆかたと、フォークダンス                              | 高倉武男（小野坂昌也）、油壷綾之丞（子安武人） | 「大勇者物語」                                   | OVA『魔法使いTai!』関連曲                                  |
| 12月11日 | 魔法使いTai!の文化祭 歌と、ゆかたと、フォークダンス                              | 魔法クラブ | 「魔法使いTai!音頭」                             | OVA『魔法使いTai!』関連曲                                  |
| 1997年   |                                                                                  | |                                                  |                                                            |
| 8月27日  | 魔法使いTai! 恋と、魔法と、あたらしい歌                                          | 魔法クラブ | 「魔法クラブの唄」                               | OVA『魔法使いTai!』関連曲                                  |
| 8月27日  | 魔法使いTai! 恋と、魔法と、あたらしい歌                                          | 油壷綾之丞（子安武人） | 「存在と時間」                                   | OVA『魔法使いTai!』関連曲                                  |
| 1999年   |                                                                                  | |                                                  |                                                            |
| 1月20日  | 悠久幻想曲キャラクターシリーズ Vol.7 あの日の君に                                | アレフ・コールソン（子安武人） | 「あの日の君に」                                 | ゲーム『悠久幻想曲 2nd Album』関連曲                       |
| 3月25日  | INITIAL D VOCAL BATTLE                                                           | 高橋涼介（子安武人） | 「BLACK OUT」                                    | テレビアニメ『頭文字D』関連曲                              |
| 3月25日  | INITIAL D VOCAL BATTLE                                                           | 高橋涼介（子安武人）、高橋啓介（関智一） | 「奇蹟の薔薇」                                   | テレビアニメ『頭文字D』関連曲                              |
| 2001年   |                                                                                  | |                                                  |                                                            |
| 7月25日  | 天使 in your heart                                                               | 水島アカリ（飯塚雅弓）、香坂快人（子安武人） | 「ふたりだけのMoon」                             | テレビアニメ『チャンス〜トライアングルセッション〜』挿入歌 |
| 2002年   |                                                                                  | |                                                  |                                                            |
| 3月27日  | シャーマンキング ボーカルコレクション 〜歌の万辞苑〜                             | ファウストVIII世（子安武人） | 「白い月」                                       | テレビアニメ『シャーマンキング』関連曲                     |
| 12月25日 | SAMURAI DEEPER KYO キャラクターヴォーカルアルバム「狂奏歌」                      | ほたる（子安武人） | 「独妙風」                                       | テレビアニメ『SAMURAI DEEPER KYO』関連曲                   |
| 2003年   |                                                                                  | |                                                  |                                                            |
| 11月6日  | ときめきメモリアル Girl's Side Clovers' Graffiti VOL.6 氷室零一                  | 氷室零一（子安武人） | 「Happy Birth Da」                               | ゲーム『ときめきメモリアル Girl's Side』関連曲             |
| 2004年   |                                                                                  | |                                                  |                                                            |
| 3月24日  | S.F.O.V III                                                                      | ファウストVIII世（子安武人） | 「Verweile Doch!」                               | テレビアニメ『シャーマンキング』関連曲                     |
| 2006年   |                                                                                  | |                                                  |                                                            |
| 10月25日 | TVアニメ『恋する天使アンジェリーク』キャラクターソング VOL.9 オリヴィエ          | オリヴィエ（子安武人） | 「未完のセレネイド」                             | テレビアニメ『恋する天使アンジェリーク』関連曲             |
| 2008年   |                                                                                  | |                                                  |                                                            |
| 12月17日 | TVアニメ「伯爵と妖精」キャラクターアリア集 ケルピーのラプソディー                | ケルピー（子安武人） | 「Wonder Ride」                                  | テレビアニメ『伯爵と妖精』関連曲                           |
| 2014年   |                                                                                  | |                                                  |                                                            |
| 8月20日  | Holy Future                                                                      | ミスタルシアスター・ルシウス（子安武人） | 「Hory Future」                                  | ゲーム『神撃のバハムート』関連曲                           |
| 2015年   |                                                                                  | |                                                  |                                                            |
| 1月28日  | ONE PIECE ニッポン縦断！47クルーズCD in 北海道 NORTH BLUE ROAD                   | クザン［青キジ］（子安武人） | 「NORTH BLUE ROAD」                              | テレビアニメ『ONE PIECE』関連曲                            |
| 4月1日   | Falcom Character Songs Collection Vol.2 オリビエ・レンハイム                     | オリビエ・レンハイム（子安武人） | 「琥珀の愛」 「Go Fight!〜愛と真心を君たちに〜」 | ゲーム『空の軌跡』関連曲                                   |
| 2017年   |                                                                                  | |                                                  |                                                            |
| 4月12日  | ☆2nd SHOW TIME 2☆ アンシエント&team柊                                            | アンシエント | 「我ら、綾薙学園華桜会」                         | テレビアニメ『スタミュ』第2期挿入歌                        |
| 5月3日   | ☆2nd SHOW TIME 5☆ 星谷×月皇×魚住&アンシエント                                    | アンシエント | 「SUPER×SPACER」                                 | テレビアニメ『スタミュ』第2期関連曲                        |
| 5月24日  | ☆2nd SHOW TIME 8☆ 星谷×揚羽&揚羽×遥斗                                            | 揚羽陸（島﨑信長）、月皇遥斗（子安武人） | 「君がまだ知らない世界で」                       | テレビアニメ『スタミュ』第2期関連曲                        |
| 6月21日  | ☆2nd SHOW TIME 12☆ team鳳&team柊&揚羽×蜂矢×北原×南條&オールキャスト              | オールキャスト | 「Gift 〜カーテンコール〜」                      | テレビアニメ『スタミュ』第2期挿入歌                        |
| 10月18日 | 裸美rinth                                                                        | 宝生翡翠丸（子安武人） | 「パーフェクトジュエル」                         | ゲーム『アイドルDTI』関連曲                                |
| 2018年   |                                                                                  | |                                                  |                                                            |
| 9月19日  | 弾奏アブソリュート                                                               | 織田信長（森川智之）、豊臣秀吉（花江夏樹）、上杉謙信（鳥海浩輔）、武田信玄（小西克幸）、真田幸村（山下大輝）、伊達政宗（梅原裕一郎）、毛利元就（子安武人） | 「残光と盟約」                                   | ゲーム『戦刻ナイトブラッド』関連曲                         |
| 9月19日  | 弾奏アブソリュート                                                               | 毛利元就（子安武人） | 「寂光の燈」                                     | ゲーム『戦刻ナイトブラッド』関連曲                         |
| 2019年   |                                                                                  | |                                                  |                                                            |
| 11月20日 | KING OF FIRE                                                                     | 矢吹真吾（子安武人） | 「Blazing heart」                                | ゲーム『THE KING OF FIGHTERS for GIRLS』関連曲             |
| 2021年   |                                                                                  | |                                                  |                                                            |
| 8月20日  | ファウスト・ラブ/ちみ・ちみMORYO-二経- Remix                                     | ファウストVIII世（子安武人） | 「ファウスト・ラブ」                             | テレビアニメ『SHAMAN KING』挿入歌                          |

音楽シングル
- 運命の星（1995年8月21日）
- 無敵のLOVE（1996年8月31日）
- ジェラシーで眠れない（1997年3月5日）
- get my revenge（1998年6月24日）
- Blast（1998年8月21日）
- DEFEND THE TRUTH（1999年3月20日）
- En La Luna（2000年7月26日）
- D×D（2001年5月23日）
- 翼（2001年10月24日）
- ALTERNATIVE（2007年7月25日）
- new flavor（2023年3月29日/4月5日）

音楽アルバム
- VERSUS 2-conte again-（2002年10月9日）
- Remember11 プロフェシーコレクション Vol.2 優希堂悟（2004年6月2日）
- Water（2004年8月25日）
- Soul Link キャラクターヴォーカルアルバム（2005年5月25日）
- 吟遊黙示録マイネリーベwieder Character CD Isaac（2006年10月25日）

### その他参加作品
| 発売日         | 商品名                                      | 歌 | 楽曲                                 | 備考                                                  |
| -------------- | ------------------------------------------- | --- | ------------------------------------ | ----------------------------------------------------- |
| 1998年10月21日 | 悠久幻想曲THE BEST -Selected by Characters- | 氷上恭子、子安武人、長沢美樹、西原久美子、飯塚雅弓、金丸日向子、浅田葉子、置鮎龍太郎                         | 「友達といるときは」                 | ゲーム『悠久幻想曲 2nd Album』関連曲                  |
| 1999年4月21日  | 愛すべき男達のラブソング3 〜故郷にて〜      | 子安武人、藤原啓治                                                                                           | 「ORIGINAL HEARTBREAK」              |                                                       |
| 1999年4月21日  | 愛すべき男達のラブソング3 〜故郷にて〜      | 子安武人 | 「FORTUNE」                          |                                                       |
| 2000年8月23日  | 悠久組曲 All Star Project サウンドトラック  | 置鮎龍太郎、子安武人、氷上恭子、飯塚雅弓、西原久美子                                                         | 「glory days〜僕らはまだ知らない〜」 | ゲーム『悠久組曲 All Star Project』オープニングテーマ |
| 2000年8月23日  | 悠久組曲 All Star Project サウンドトラック  | 置鮎龍太郎、子安武人、氷上恭子、飯塚雅弓、西原久美子、三木眞一郎、松本保典、宮村優子、麻績村まゆ子、長沢美樹 | 「the world of eternity song」       | ゲーム『悠久組曲 All Star Project』エンディングテーマ |